# 2021-22シーズンのNBAの移籍一覧
2021-22シーズンのNBAの移籍一覧（2021-22シーズンのNBAのいせきいちらん）は、2021年のオフシーズンおよび2021-22シーズン中に行われたNBAの移籍一覧である。

## 引退選手
| 日付     | 名前                     | 経歴 | 年齢 | その他 | Ref.   |
| -------- | ------------------------ | --- | ---- | --- | ------ |
| 6月6日   | イアン・マヒンミ         | サンアントニオ・スパーズ (2007–2010) ダラス・マーベリックス (2010–2012) インディアナ・ペイサーズ (2012–2016) ワシントン・ウィザーズ (2016–2020) | 34   | NBAチャンピオン (2011年) NBADリーグや海外リーグでも活躍した。 | [ 1 ]  |
| 6月18日  | オムリ・カスピ           | サクラメント・キングス (2009–2011, 2014–2017) クリーブランド・キャバリアーズ (2011–2013) ヒューストン・ロケッツ (2013–2014) ニューオーリンズ・ペリカンズ (2017) ミネソタ・ティンバーウルブズ (2017) ゴールデンステート・ウォリアーズ (2017–2018) メンフィス・グリズリーズ (2018–2019)                                                                         | 33   | 海外リーグでもプレー | [ 2 ]  |
| 6月21日  | アマイル・ジェファーソン | オーランド・マジック (2018–2020) | 28   | NBAGリーグや海外リーグでも活躍。 引退後はデューク大学の選手育成部門のディレクターとして雇われた。 | [ 3 ]  |
| 8月7日   | ジャレット・ジャック     | ポートランド・トレイルブレイザーズ (2005–2008) インディアナ・ペイサーズ (2008–2009) トロント・ラプターズ (2009–2010) ニューオーリンズ・ホーネッツ (2010–2012) ゴールデンステート・ウォリアーズ (2012–2013) クリーブランド・キャバリアーズ (2013–2014) ブルックリン・ネッツ (2014–2016) ニューオーリンズ・ペリカンズ (2017) ニューヨーク・ニックス (2017–2018) | 37   | NBAGリーグでもプレー。 引退後はフェニックス・サンズのアシスタントコーチに就任。 | [ 4 ]  |
| 8月11日  | J・R・スミス             | ニューオーリンズ/オクラホマシティ・ホーネッツ (2004–2006) デンバー・ナゲッツ (2006–2011) ニューヨーク・ニックス (2012–2015) クリーブランド・キャバリアーズ (2015–2019) ロサンゼルス・レイカーズ (2020) | 35   | 2× NBAチャンピオン (2016, 2020) NBAシックスマン賞 (2013) 海外リーグでもプレー。 | [ 5 ]  |
| 8月12日  | カイル・コーバー         | フィラデルフィア・76ers (2003–2007) ユタ・ジャズ (2007–2010; 2018–2019) シカゴ・ブルズ (2010–2012) アトランタ・ホークス (2012–2017) クリーブランド・キャバリアーズ (2017–2018) ミルウォーキー・バックス (2019–2020) | 40   | NBAオールスター (2015年) NBAスポーツマンシップ賞 (2015) ブルックリン・ネッツの選手育成コーチに就任。 | [ 6 ]  |
| 8月15日  | J・J・バレア             | ダラス・マーベリックス (2006–2011; 2014–2020) ミネソタ・ティンバーウルブズ (2011–2014) | 37   | NBAチャンピオン (2011) J・ウォルター・ケネディ市民賞 (2018) NBADリーグや海外リーグでもプレー。 引退後はダラス・マーベリックスの選手育成コーチに就任。 | [ 7 ]  |
| 8月31日  | ジャレッド・ダドリー     | シャーロット・ボブキャッツ (2007–2008) フェニックス・サンズ (2008–2013; 2016–2018) ロサンゼルス・クリッパーズ (2013–2014) ミルウォーキー・バックス (2014–2015) ワシントン・ウィザーズ (2015–2016) ブルックリン・ネッツ (2018–2019) ロサンゼルス・レイカーズ (2019–2021)                                                                                       | 36   | NBAチャンピオン (2020) ダラス・マーベリックスのアシスタントコーチに就任。 | [ 8 ]  |
| 9月20日  | ルイス・スコラ           | ヒューストン・ロケッツ (2007–2012) フェニックス・サンズ (2012–2013) インディアナ・ペイサーズ (2013–2015) トロント・ラプターズ (2015–2016) ブルックリン・ネッツ (2016–2017) | 41   | NBAオールルーキー・ファーストチーム (2008) 海外リーグでもプレー。 引退後は、パラカネストロ・ヴァレーゼの最高経営責任者に就任。 | [ 9 ]  |
| 9月21日  | J・J・レディック         | オーランド・マジック (2006–2013) ミルウォーキー・バックス (2013) ロサンゼルス・クリッパーズ (2013–2017) フィラデルフィア・76ers (2017–2019) ニューオーリンズ・ペリカンズ (2019–2021) ダラス・マーベリックス (2021) | 37   | | [ 10 ] |
| 9月28日  | タイソン・チャンドラー   | シカゴ・ブルズ (2001–2006) ニューオーリンズ/オクラホマシティ・ホーネッツ (2006–2009) シャーロット・ボブキャッツ (2009–2010) ダラス・マーベリックス (2010–2011; 2014–2015) ニューヨーク・ニックス (2011–2014) フェニックス・サンズ (2015–2018) ロサンゼルス・レイカーズ (2018–2019) ヒューストン・ロケッツ (2019–2020)                                         | 38   | NBAチャンピオン (2011) NBAオールスター (2013) オールNBAサードチーム (2012) NBA最優秀守備選手賞 (2012) NBAオールディフェンシブ・ファーストチーム (2013) 2× NBAオールディフェンシブ・セカンドチーム (2011–2012) ）引退後はダラス・マーベリックスの選手育成コーチに就任。                                                            | [ 11 ] |
| 10月5日  | パウ・ガソル             | メンフィス・グリズリーズ (2001–2008) ロサンゼルス・レイカーズ (2008–2014) シカゴ・ブルズ (2014–2016) サンアントニオ・スパーズ (2016–2019) ミルウォーキー・バックス (2019) | 41   | 2× NBAチャンピオン (2009, 2010) 6× NBAオールスターゲーム出場 (2006, 2009–2011, 2015-2016) 2× オールNBAセカンドチーム (2011, 2015) 2× オールNBAサードチーム (2009– 2010, 2013) NBAルーキー・オブ・ザ・イヤー賞 (2002) NBAオールルーキー・ファーストチーム (2002) J・ウォルター・ケネディ市民賞 (2012) 母国のリーグでもプレーした。 | [ 12 ] |
| 10月20日 | マイク・ホール           | ワシントン・ウィザーズ (2007) | 37   | NBADリーグや海外リーグでもプレー。 | [ 13 ] |
| 10月22日 | ジェラルド・グリーン     | ボストン・セルティックス (2005–2007; 2016–2017) ミネソタ・ティンバーウルブズ (2007–2008) ヒューストン・ロケッツ (2008; 2017–2020) ダラス・マーベリックス (2008–2009) ニュージャージー・ネッツ (2012) インディアナ・ペイサーズ (2012–2013) フェニックス・サンズ (2013–2015) マイアミ・ヒート (2015–2016)                                                       | 35   | NBAスラムダンクコンテスト優勝 (2007) NBADリーグや海外リーグでもプレー。 引退後はヒューストン・ロケッツの選手育成コーチに就任。 | [ 14 ] |
| 10月27日 | デビッド・アンダーセン   | ヒューストン・ロケッツ (2009–2010) トロント・ラプターズ (2010) ニューオーリンズ・ホーネッツ (2010–2011) | 41   | 海外リーグでもプレー。 | [ 15 ] |
| 11月11日 | ダムヤン・ルデス         | インディアナ・ペイサーズ (2014–2015) ミネソタ・ティンバーウルブズ (2015–2016) オーランド・マジック (2016–2017) | 35   | 海外リーグでもプレー。 | [ 16 ] |
| 11月26日 | アレクシス・アジンサ     | シャーロット・ボブキャッツ (2008–2010) ダラス・マーベリックス (2010–2011) トロント・ラプターズ (2011) ニューオーリンズ・ペリカンズ (2013–2018) | 33   | NBADリーグや海外リーグでもプレーした。 | [ 17 ] |
| 11月27日 | ベイノ・ウードリック     | サンアントニオ・スパーズ (2004–2007) サクラメント・キングス (2007–2011) ミルウォーキー・バックス (2011–2013) オーランド・マジック (2013) ニューヨーク・ニックス (2013–2014) メンフィス・グリズリーズ (2014–2015) マイアミ・ヒート (2015–2016) デトロイト・ピストンズ (2016–2017)                                                                              | 39   | 2× NBAチャンピオン (2005, 2007) 海外リーグでもプレー。 引退後はニューオーリンズ・ペリカンズの選手育成コーチに就任した。 | [ 18 ] |
| 1月18日  | チャンドラー・パーソンズ | ヒューストン・ロケッツ (2011–2014) ダラス・マーベリックス (2014–2016) メンフィス・グリズリーズ (2016–2019) アトランタ・ホークス (2018–2020) | 33   | NBAオールルーキー・セカンドチーム (2012) 海外リーグでもプレーした。 | [ 19 ] |

## 球団役員の変更

### ヘッドコーチの交代
オフシーズン
| 解任日  | チーム                             | ヘッドコーチ             | 理由                       | 採用日  | 新ヘッドコーチ               | 前回の役職                                                 | Ref.          |
| ------- | ---------------------------------- | ------------------------ | -------------------------- | ------- | ---------------------------- | ---------------------------------------------------------- | ------------- |
| 6月2日  | ボストン・セルティックス           | ブラッド・スティーブンス | ゼネラルマネージャーに昇進 | 6月28日 | イーメイ・ユドーカ           | ブルックリン・ネッツのアシスタント・コーチ (2020–21)       | [ 20 ] [ 21 ] |
| 6月4日  | ポートランド・トレイルブレイザーズ | テリー・ストッツ         | 相互に合意で解任           | 6月27日 | チャウンシー・ビラップス     | ロサンゼルス・クリッパーズのアシスタントコーチ (2020–2021) | [ 22 ] [ 23 ] |
| 6月5日  | オーランド・マジック               | スティーブ・クリフォード | 相互に合意で解任           | 6月11日 | ジャマール・モズレー         | ダラス・マーベリックスのアシスタントコーチ (2014–2021)     | [ 24 ] [ 25 ] |
| 6月9日  | インディアナ・ペイサーズ           | ネイト・ビョルクレン     | 解雇                       | 6月24日 | リック・カーライル           | ダラス・マーベリックスのヘッドコーチ (2008–2021)           | [ 26 ] [ 27 ] |
| 6月16日 | ニューオーリンズ・ペリカンズ       | スタン・ヴァン・ガンディ | 相互に合意で解任           | 6月22日 | ウィリー・グリーン           | フェニックス・サンズのアシスタントコーチ (2019–2021)       | [ 28 ] [ 29 ] |
| 6月16日 | ワシントン・ウィザーズ             | スコット・ブルックス     | 契約切れ                   | 6月17日 | ウェス・アンセルド・ジュニア | デンバー・ナゲッツのアシスタントコーチ (2015–2021)         | [ 30 ] [ 31 ] |
| 6月17日 | ダラス・マーベリックス             | リック・カーライル       | 辞任                       | 6月28日 | ジェイソン・キッド           | ロサンゼルス・レイカーズのアシスタントコーチ (2019–2021)   | [ 32 ] [ 33 ] |

シーズン中
| 解任日   | チーム                 | ヘッドコーチ       | 理由 | 採用日   | 新ヘッドコーチ                  | 前回の役職                                            | Ref.   |
| -------- | ---------------------- | ------------------ | ---- | -------- | ------------------------------- | ----------------------------------------------------- | ------ |
| 11月21日 | サクラメント・キングス | ルーク・ウォルトン | 解雇 | 11月21日 | アルヴィン・ジェントリー (暫定) | サクラメント・キングス アシスタントコーチ (2020–2021) | [ 34 ] |

### ゼネラルマネージャーの交代
オフシーズン
| 解任日  | チーム                   | ゼネラルマネージャー | 理由             | 採用日  | 次期ゼネラルマネージャー | 前回の役職 | Ref.          |
| ------- | ------------------------ | -------------------- | ---------------- | ------- | ------------------------ | ---------- | ------------- |
| 6月2日  | ボストン・セルティックス | ダニー・エインジ     | 引退             | 6月2日  | ブラッド・スティーブンス |            | [ 20 ]        |
| 6月16日 | ダラス・マーベリックス   | ドニー・ネルソン     | 相互に合意で解任 | 6月16日 | ニコ・ハリソン           |            | [ 35 ] [ 36 ] |

シーズン中
| 解任日  | チーム                             | ゼネラルマネージャー | 理由 | 採用日  | 次期ゼネラルマネージャー | 前回の役職           | Ref.   |
| ------- | ---------------------------------- | -------------------- | ---- | ------- | ------------------------ | -------------------- | ------ |
| 12月3日 | ポートランド・トレイルブレイザーズ | ニール・オルシー     | 解雇 | 12月3日 | ジョー・クローニン(暫定) | 選手人事 (2014–2021) | [ 37 ] |

## トレード一覧
| 6月                              | 6月 | 6月 | 参照                               |
| -------------------------------- | --- | --- | ---------------------------------- |
| 6月18日                          | ボストン・セルティックスへ - モーゼス・ブラウン - アル・ホーフォード - 2023年の2巡目指名権 | オクラホマシティ・サンダーへ - ケンバ・ウォーカー - 2021年のBOSの1巡目指名権 - 2025年の2巡目指名権 | [ 39 ] [ 40 ]                      |
| 7月                              | | |                                    |
| 7月29日 (ドラフト デイ トレード) | シャーロット・ホーネッツへ - ドラフト交渉権 カイ・ジョーンズ (19位) | ニューヨーク・ニックスへ - 2022年のCHAの1巡目指名権 (プロテクト付き) | [ 41 ]                             |
| 7月29日 (ドラフト デイ トレード) | ロサンゼルス・クリッパーズへ - ドラフト交渉権 キーオン・ジョンソン (21位) | ニューヨーク・ニックスへ - ドラフト交渉権 クエンティン・グライムス (25位) - 2024年のDETの2巡目指名権 | [ 42 ] [ 43 ]                      |
| 7月29日 (ドラフト デイ トレード) | ロサンゼルス・クリッパーズへ - ドラフト交渉権 ジェイソン・プレストン (33位) | オーランド・マジックへ - 2026年のDETの2巡目指名権 - 金銭 | [ 44 ] [ 45 ]                      |
| 7月29日 (ドラフト デイ トレード) | ニューオーリンズ・ペリカンズへ - 金銭 | フィラデルフィア・76ersへ - 2021年のドラフト指名権 (全体53位) | [ 46 ] [ 47 ]                      |
| 7月29日 (ドラフト デイ トレード) | ニューオーリンズ・ペリカンズへ - 2026年のPORの2巡目指名権 - 金銭 | ポートランド・トレイルブレイザーズへ - ドラフト交渉権 グレッグ・ブラウン (43位) | [ 48 ] [ 49 ]                      |
| 7月30日                          | ヒューストン・ロケッツへ - ドラフト交渉権 アルペラン・シェングン (16位) | オクラホマシティ・サンダーへ - 2022年のDETの1巡目指名権 (プロテクト付き) - 2023年のWASの1巡目指名権 (プロテクト付き) | [ 50 ] [ 51 ]                      |
| 7月30日                          | インディアナ・ペイサーズへ - ドラフト交渉権 アイザイア・トッド (31位) | ミルウォーキー・バックスへ - ドラフト交渉権 サンドロ・マムケラシュヴィリ (54位) - ドラフト交渉権 ヨルゴス・カレイツァキス (60位) - 2024年の2巡目指名権 - 2026の2巡目指名権 | [ 52 ]                             |
| 7月30日                          | ニューヨーク・ニックスへ - ドラフト交渉権 ロカス・ヨクバイティス (34位) - ドラフト交渉権 マイルズ・マクブライド (36位) | オクラホマシティ・サンダーへ - ドラフト交渉権 ジェレミア・ロビンソン＝アール (32位) | [ 50 ] [ 53 ]                      |
| 7月30日                          | オクラホマシティ・サンダーへ - デリック・フェイバーズ - 2024年の1巡目指名権 (プロテクト付き) | ユタ・ジャズへ - 2027年の2巡目指名権 - 金銭 | [ 54 ]                             |
| 7月31日                          | ボストン・セルティックスへ - ジョシュ・リチャードソン | ダラス・マーベリックスへ - モーゼス・ブラウン | [ 55 ] [ 56 ]                      |
| 8月                              | | |                                    |
| 8月3日                           | クリーブランド・キャバリアーズへ - リッキー・ルビオ | ミネソタ・ティンバーウルブズへ - トーリアン・プリンス - 2022年のWASの2巡目指名権 - 金銭 | [ 57 ] [ 58 ]                      |
| 8月6日                           | ブルックリン・ネッツへ - ジェヴォン・カーター - ドラフト交渉権 デイロン・シャープ (29位) | フェニックス・サンズへ - ランドリー・シャメット | [ 59 ]                             |
| 8月6日                           | シャーロット・ホーネッツへ - メイソン・プラムリー - ドラフト交渉権 J・T・ソー (37位) | デトロイト・ピストンズへ - ドラフト交渉権 バルサ・コプリビカ (57位) | [ 60 ] [ 61 ]                      |
| 8月6日                           | マイアミ・ヒートへ - カイル・ラウリー | トロント・ラプターズへ - プレシャス・アチュワ - ゴラン・ドラギッチ | [ 62 ]                             |
| 8月6日                           | 5チーム間トレード | 5チーム間トレード | [ 63 ] [ 64 ] [ 65 ] [ 66 ] [ 67 ] |
| 8月6日                           | ブルックリン・ネッツへ - 2024年の2巡目指名権 (ワシントンから) - 2025年の2巡目指名交換権 (ワシントンから) - ドラフト交渉権 ニコラ・ミルチノフ (2015年 26位) (サンアントニオから) | インディアナ・ペイサーズへ - ドラフト交渉権 アイザイア・ジャクソン (22位) (ロサンゼルスから) | [ 63 ] [ 64 ] [ 65 ] [ 66 ] [ 67 ] |
| 8月6日                           | ロサンゼルス・レイカーズへ - ラッセル・ウェストブルック (ワシントンから) - 2023年のCHIの2巡目指名権 (ワシントンから) - 2024年の2巡目指名権 (ワシントンから) - 2028年のWASの2巡目指名権 (ワシントンから) | サンアントニオ・スパーズへ - チャンドラー・ハッチソン (ワシントンから) - 2022年の2巡目指名権 (ワシントンから) | [ 63 ] [ 64 ] [ 65 ] [ 66 ] [ 67 ] |
| 8月6日                           | ワシントン・ウィザーズへ - ケンタビオス・コールドウェル＝ポープ (レイカーズから) - スペンサー・ディンウィディー (サイン・アンド・トレード) (ブルックリンから) - モントレズ・ハレル (クリッパーズから) - アーロン・ホリデー (インディアナから) - カイル・クーズマ (レイカーズから) - ドラフト交渉権 アイザイア・トッド (31位) (インディアナから) - 金銭 (インディアナから) | | [ 63 ] [ 64 ] [ 65 ] [ 66 ] [ 67 ] |
| 8月7日                           | シカゴ・ブルズへ - 金銭 | ヒューストン・ロケッツへ - ダニエル・タイス (サイン・アンド・トレード) | [ 68 ]                             |
| 8月7日                           | ゴールデンステート・ウォリアーズへ - 2026年のMEMの2巡目指名権 (プロテクト付き) | ユタ・ジャズへ - エリック・パスカル | [ 69 ] [ 70 ]                      |
| 8月7日                           | ロサンゼルス・クリッパーズへ - ドラフト交渉権 ブランドン・ボストン・ジュニア (51位) | ニューオーリンズ・ペリカンズへ - 2022年のSACの2巡目指名権 (プロテクト付き) - 金銭 | [ 71 ] [ 72 ]                      |
| 8月7日                           | メンフィス・グリズリーズへ - サム・メリル - 2024年の2巡目指名権 - 2026年の2巡目指名権 | ミルウォーキー・バックスへ - グレイソン・アレン | [ 73 ] [ 74 ]                      |
| 8月7日                           | メンフィス・グリズリーズへ - ドラフト交渉権 サンティ・アルダマ (30位) | ユタ・ジャズへ - ドラフト交渉権 ジャレッド・バトラー (40位) - 2022年のMEMの2巡目指名権 - 2026年のMEMの2巡目指名権 | [ 75 ]                             |
| 8月7日                           | 3チーム間トレード | 3チーム間トレード | [ 76 ] [ 77 ] [ 78 ]               |
| 8月7日                           | アトランタ・ホークスへ - デロン・ライト (サクラメントから) | ボストン・セルティックスへ - クリス・ダン (アトランタから) - ブルーノ・フェルナンド (アトランタから) - 2023年のPORの2巡目指名権 (アトランタから) | [ 76 ] [ 77 ] [ 78 ]               |
| 8月7日                           | サクラメント・キングスへ - トリスタン・トンプソン (ボストンから) | | [ 76 ] [ 77 ] [ 78 ]               |
| 8月7日                           | 3チーム間トレード | 3チーム間トレード | [ 79 ] [ 80 ] [ 81 ]               |
| 8月7日                           | シャーロット・ホーネッツへ - ウェズリー・イワンドゥ (ニューオーリンズから) - ドラフト交渉権 タイラー・ハーベイ (2015年 51位) (メンフィスから) - 2022年のNOPの1巡目指名権 (プロテクト付き) (ニューオーリンズから) - 金銭 (ニューオーリンズから) | メンフィス・グリズリーズへ - スティーブン・アダムズ (ニューオーリンズから) - エリック・ブレッドソー (ニューオーリンズから) - ドラフト交渉権 ザイア・ウィリアムズ (10位) (ニューオーリンズから) - ドラフト交渉権 ジャレッド・バトラー (40位) (ニューオーリンズから) - 2022年のLALの1巡目指名権 (プロテクト付き) (ニューオーリンズから) | [ 79 ] [ 80 ] [ 81 ]               |
| 8月7日                           | ニューオーリンズ・ペリカンズへ - デヴォンテ・グラハム (サイン・アンド・トレード) (シャーロットから) - ヨナス・ヴァランチューナス (メンフィスから) - ドラフト交渉権 トレイ・マーフィー3世 (17位) (メンフィスから) - ドラフト交渉権 ブランドン・ボストン・ジュニア (51位) (メンフィスから)                                                                                  | | [ 79 ] [ 80 ] [ 81 ]               |
| 8月8日                           | シカゴ・ブルズへ - ロンゾ・ボール (サイン・アンド・トレード) | ニューオーリンズ・ペリカンズへ - トマシュ・サトランスキー - ギャレット・テンプル (サイン・アンド・トレード) - 2024年の2巡目指名権 - 金銭 | [ 82 ] [ 83 ]                      |
| 8月8日                           | インディアナ・ペイサーズへ - 2023年のSASの2巡目指名権 (プロテクト付き) | サンアントニオ・スパーズへ - ダグ・マクダーモット (サイン・アンド・トレード) - 2023年の2巡目指名権 - 2026年の2巡目指名権の交換権 | [ 84 ] [ 85 ]                      |
| 8月11日                          | シカゴ・ブルズへ - デマー・デローザン (サイン・アンド・トレード) | サンアントニオ・スパーズへ - サデウス・ヤング - アル・ファルーク・アミヌ - 2025年のCHIの1巡目指名権 (プロテクト付き) - 2022年の2巡目指名権 - 2025年のCHIの2巡目指名権 | [ 86 ] [ 87 ]                      |
| 8月16日                          | ロサンゼルス・クリッパーズへ - エリック・ブレッドソー | メンフィス・グリズリーズへ - パトリック・ベバリー - ダニエル・オトゥル - ラジョン・ロンド | [ 88 ] [ 89 ]                      |
| 8月17日                          | ボストン・セルティックスへ - 金銭 | ニューヨーク・ニックスへ - エバン・フォーニエ (サイン・アンド・トレード) - 2022年のCHAの2巡目指名権 (プロテクト付き) - 2023年の2巡目指名権 | [ 90 ] [ 91 ]                      |
| 8月25日                          | メンフィス・グリズリーズへ - ジャレット・カルバー - フアンチョ・エルナンゴメス | ミネソタ・ティンバーウルブズへ - パトリック・ベバリー | [ 92 ] [ 93 ]                      |
| 8月28日                          | 3チーム間トレード | 3チーム間トレード | [ 94 ] [ 95 ]                      |
| 8月28日                          | クリーブランド・キャバリアーズへ - ラウリ・マルカネン (サイン・アンド・トレード) (シカゴから) | シカゴ・ブルズへ - デリック・ジョーンズ・ジュニア (ポートランドから) - 2022年のPORの1巡目指名権 (ロッタリープロテクト付き) (ポートランドから) - 2023年のDENの2巡目指名権 (プロテクト付き) (クリーブランドから) | [ 94 ] [ 95 ]                      |
| 8月28日                          | ポートランド・トレイルブレイザーズへ - ラリー・ナンス・ジュニア (クリーブランドから) | | [ 94 ] [ 95 ]                      |
| 9月                              | | |                                    |
| 9月4日                           | ブルックリン・ネッツへ - セクー・ドゥムブヤ - ジャーリール・オカフォー | デトロイト・ピストンズへ - デアンドレ・ジョーダン - 2022年のBKNの2巡目指名権 - 2024年の2巡目指名権 - 2025年の2巡目指名権 - 2027年のBKNの2巡目指名権 - 金銭 | [ 96 ] [ 97 ]                      |
| 9月10日                          | ロサンゼルス・レイカーズへ - ドラフト 交渉権 (2巡目全体57位 王哲林) | メンフィス・グリズリーズへ - マルク・ガソル - 2024年の2巡目指名権 - 金銭 | [ 98 ] [ 99 ]                      |
| 9月15日                          | ボストン・セルティックスへ - フアンチョ・エルナンゴメス | メンフィス・グリズリーズへ - クリス・ダン - カーセン・エドワーズ - 2026年の2巡目指名交換権 | [ 100 ] [ 101 ]                    |
| 10月                             | | |                                    |
| 10月6日                          | ブルックリン・ネッツへ - 金銭 | ヒューストン・ロケッツへ - セクー・ドゥムブヤ - 2024年のBKNの2巡目指名権 | [ 102 ]                            |
| 10月6日                          | ブルックリン・ネッツへ - エドモンド・サムナー - 2025年のMIAの2巡目指名権 | インディアナ・ペイサーズへ - ドラフト交渉権 フアン・パブロ・ボーレット (2015年 全体39位) | [ 103 ] [ 104 ]                    |
| 1月                              | | |                                    |
| 1月3日                           | 3チーム間トレード | 3チーム間トレード | [ 105 ] [ 106 ] [ 107 ]            |
| 1月3日                           | クリーブランド・キャバリアーズへ - ラジョン・ロンド (LAレイカーズから) | ロサンゼルス・レイカーズへ - ドラフト交渉権 ルイス・ラベイリ (2014 No. 57) (ニューヨークから) | [ 105 ] [ 106 ] [ 107 ]            |
| 1月3日                           | ニューヨーク・ニックスへ - デンゼル・バレンタイン (クリーブランドから) - ドラフト交渉権 ブラッド・ニューレイ (2007 No. 54) (LAレイカーズから) - ドラフト交渉権 王哲林 (2016 No. 57) (LAレイカーズから) - 金銭 (LAレイカーズから) | | [ 105 ] [ 106 ] [ 107 ]            |
| 1月4日                           | オクラホマシティ・サンダーへ - ミエ・オニ - 2028年のUTAの2巡目指名権 | ユタ・ジャズへ - 金銭 | [ 108 ] [ 109 ]                    |
| 1月10日 (トレード無効)           | デトロイト・ピストンズへ - ボル・ボル | デンバー・ナゲッツへ - ロドニー・マグルーダー - 2022年のBKNの2巡目指名権 | [ 110 ] [ 111 ] [ 112 ]            |
| 1月13日                          | アトランタ・ホークスへ - ケビン・ノックス - 2022年のCHAの1巡目指名権 (プロテクト付き) | ニューヨーク・ニックスへ - ソロモン・ヒル - キャム・レディッシュ - 2025年のBKNの2巡目指名権 - 金銭 | [ 113 ] [ 114 ]                    |
| 1月19日                          | 3チーム間トレード | 3チーム間トレード | [ 115 ] [ 116 ] [ 117 ]            |
| 1月19日                          | デンバー・ナゲッツへ - ブリン・フォーブス (サンアントニオから) | ボストン・セルティックスへ - ボル・ボル (デンバーから) - PJ・ドージャー (デンバーから) | [ 115 ] [ 116 ] [ 117 ]            |
| 1月19日                          | サンアントニオ・スパーズへ - フアンチョ・エルナンゴメス (ボストンから) - 2028年のDENの2巡目指名権 (プロテクト付き) (デンバーから) - 金銭 (デンバーから) - 金銭 (ボストンから) | | [ 115 ] [ 116 ] [ 117 ]            |
| 2月4日                           | ロサンゼルス・クリッパーズへ - ロバート・コビントン - ノーマン・パウエル | ポートランド・トレイルブレイザーズへ - エリック・ブレッドソー - キーオン・ジョンソン - ジャスティス・ウィンズロー - 2025年のDETの2巡目指名権 | [ 118 ] [ 119 ]                    |
| 2月7日                           | クリーブランド・キャバリアーズへ - カリス・レヴァート - 2022年のMIAの2巡目指名権 | インディアナ・ペイサーズへ - リッキー・ルビオ - 2022年のCLEの1巡目指名権 (トップ14をプロテクト) - 2022年のHOUの2巡目指名権 - 2027年のUTAの2巡目指名権 | [ 120 ] [ 121 ]                    |
| 2月8日                           | サクラメント・キングスへ - ジャスティン・ホリデー - ジェレミー・ラム - ドマンタス・サボニス - 2023年の2巡目指名権 | インディアナ・ペイサーズへ - タイリース・ハリバートン - バディ・ヒールド - トリスタン・トンプソン | [ 122 ] [ 123 ]                    |
| 2月8日                           | ニューオーリンズ・ペリカンズへ - ラリー・ナンス・ジュニア - C・J・マッカラム - トニー・スネル | ポートランド・トレイルブレイザーズへ - ニッケル・アレクサンダー＝ウォーカー - ジョシュ・ハート - トマシュ・サトランスキー - マルコス・ロウザダ・シルバ - 2022年のNOPの1巡目指名権 (プロテクト付き) - 2026年のPORの2巡目指名権 - 2027年のNOPの2巡目指名権                                                                              | [ 124 ] [ 125 ]                    |
| 2月9日                           | オクラホマシティ・サンダーへ - KZ・オクパラ | マイアミ・ヒートへ - 2026年の2巡目指名権 | [ 126 ] [ 127 ]                    |
| 2月9日                           | 3チーム間トレード | 3チーム間トレード | [ 128 ] [ 129 ] [ 130 ]            |
| 2月9日                           | ユタ・ジャズへ - ニッケル・アレクサンダー＝ウォーカー (ポートランドから) - フアンチョ・エルナンゴメス (サンアントニオから) | ポートランド・トレイルブレイザーズへ - ジョー・イングルス (ユタから) - イライジャ・ヒューズ (ユタから) - 2022年のMEMの2巡目指名権 (ユタから) | [ 128 ] [ 129 ] [ 130 ]            |
| 2月9日                           | サンアントニオ・スパーズへ - トマシュ・サトランスキー (ポートランドから) - 2027年の2巡目指名権 (ユタから) | | [ 128 ] [ 129 ] [ 130 ]            |
| 2月10日                          | ボストン・セルティックスへ - ダニエル・タイス | ヒューストン・ロケッツへ - ブルーノ・フェルナンド - エネス・フリーダム - デニス・シュルーダー | [ 131 ] [ 132 ]                    |
| 2月10日                          | ボストン・セルティックスへ - 2023年の2巡目指名権 (プロテクト付き) | オーランド・マジックへ - ボル・ボル - PJ・ドージャー - 2巡目指名権 - 金銭 | [ 133 ] [ 134 ]                    |
| 2月10日                          | ボストン・セルティックスへ - デリック・ホワイト | サンアントニオ・スパーズへ - ロメオ・ラングフォード - ジョシュ・リチャードソン - 2022年の付き1巡目指名権 (プロテクト付き) - 2028年の1巡目指名権交換権 (条件付き) | [ 135 ] [ 136 ]                    |
| 2月10日                          | ブルックリン・ネッツへ - セス・カリー - アンドレ・ドラモンド - ベン・シモンズ - 2022年のPHIの1巡目指名権 - 2027年のPHIの1巡目指名権 (プロテクト付き) | フィラデルフィア・76ersへ - ジェームズ・ハーデン - ポール・ミルサップ | [ 137 ] [ 138 ]                    |
| 2月10日                          | シャーロット・ホーネッツへ - モントレズ・ハレル | ワシントン・ウィザーズへ - ヴァーノン・キャリー・ジュニア - イシュ・スミス - 2023年のBOSの2巡目指名権 (プロテクト付き) | [ 139 ] [ 140 ]                    |
| 2月10日                          | ダラス・マーベリックスへ - ダービス・ベルターンス - スペンサー・ディンウィディー | ワシントン・ウィザーズへ - クリスタプス・ポルジンギス - 2022年の2巡目指名権 (プロテクト付き) | [ 141 ] [ 142 ]                    |
| 2月10日                          | インディアナ・ペイサーズへ - ジェイレン・スミス - 2022年のPHOの2巡目指名権 | フェニックス・サンズへ - トーリー・クレイグ - 金銭 | [ 143 ]                            |
| 2月10日                          | フェニックス・サンズへ - 金銭 | ワシントン・ウィザーズへ - アーロン・ホリデー | [ 144 ] [ 145 ]                    |
| 2月10日                          | トロント・ラプターズへ - サデウス・ヤング - ドリュー・ユーバンクス - 2022年の2巡目指名権 | サンアントニオ・スパーズへ - ゴラン・ドラギッチ - 2022年の1巡目指名権 | [ 146 ] [ 147 ]                    |
| 2月10日                          | 4チーム間トレード | 4チーム間トレード | [ 148 ] [ 149 ] [ 150 ] [ 151 ]    |
| 2月10日                          | デトロイト・ピストンズへ - マービン・バグリー3世 (サクラメントから) | ロサンゼルス・クリッパーズへ - ロドニー・フッド (ミルウォーキーから) - セミ・オジェレエ (ミルウォーキーから) - ドラフト交渉権 ヴァンヤ・マリンコヴィッチ (2019年 No. 60) (サクラメントから) | [ 148 ] [ 149 ] [ 150 ] [ 151 ]    |
| 2月10日                          | ミルウォーキー・バックスへ - サージ・イバカ (LAクリッパーズから) - 2巡目指名権 (デトロイトから) - 2巡目指名権 (サクラメントから) - 金銭 | サクラメント・キングス - ダンテ・ディヴィンチェンゾ (ミルウォーキーから) - ジョシュ・ジャクソン (デトロイトから) - トレイ・ライルズ (デトロイトから) - ドラフト交渉権 デイビッド・ミシノー (2016年 No. 39) (LAクリッパーズから) - 2巡目指名権 (デトロイトから)                                                                        | [ 148 ] [ 149 ] [ 150 ] [ 151 ]    |

## FA契約
NBAフリーエージェントの交渉は2021年8月2日午後6時(東部標準時)に開始された。
モラトリアム期間の終了後、8月6日午後12時 (東部標準時)から正式に契約が交わされる。
| ® | フリーエージェントの権利が放棄され契約していな い選手 |
|   | サイン・アンド・トレードされた選手                    |
|   | バイアウト後に契約した選手                            |
|   | トレーニングキャンプ契約を交わした選手                |
|   | 2ウェイ契約に切り替えられた選手                       |
|   | 10日間契約を結んだ選手                                |

| 選手                               | 契約日   | 新チーム                                                                      | 旧チーム                                                                      | Ref             |
| ---------------------------------- | -------- | ----------------------------------------------------------------------------- | ----------------------------------------------------------------------------- | --------------- |
| アンドレ・ドラモンド               | 8月4日   | フィラデルフィア・76ers                                                       | ロサンゼルス・レイカーズ                                                      | [ 153 ]         |
| コディ・ゼラー                     | 8月4日   | ポートランド・トレイルブレイザーズ                                            | シャーロット・ホーネッツ                                                      | [ 154 ]         |
| ソロモン・ヒル                     | 8月5日   | アトランタ・ホークス                                                          | アトランタ・ホークス                                                          | [ 155 ]         |
| ベン・マクレモア                   | 8月5日   | ポートランド・トレイルブレイザーズ                                            | ロサンゼルス・レイカーズ                                                      | [ 156 ]         |
| キーファー・サイクス               | 8月5日   | インディアナ・ペイサーズ                                                      | サウスイーストメルボルン・フェニックス (オーストラリア)                       | [ 157 ]         |
| テリー・テイラー                   | 8月5日   | インディアナ・ペイサーズ                                                      | オースティン・ピー (2021年ドラフト外)                                         | [ 157 ]         |
| ジャレット・アレン (RFA)           | 8月6日   | クリーブランド・キャバリアーズ                                                | クリーブランド・キャバリアーズ                                                | [ 158 ]         |
| カーメロ・アンソニー               | 8月6日   | ロサンゼルス・レイカーズ                                                      | ポートランド・トレイルブレイザーズ                                            | [ 159 ]         |
| トレバー・アリーザ                 | 8月6日   | ロサンゼルス・レイカーズ                                                      | マイアミ・ヒート                                                              | [ 160 ]         |
| ケント・ベイズモア                 | 8月6日   | ロサンゼルス・レイカーズ                                                      | ゴールデンステート・ウォリアーズ                                              | [ 161 ]         |
| ネマニャ・ビエリツァ               | 8月6日   | ゴールデンステート・ウォリアーズ                                              | マイアミ・ヒート                                                              | [ 162 ]         |
| ジョン・コリンズ (RFA)             | 8月6日   | アトランタ・ホークス                                                          | アトランタ・ホークス                                                          | [ 163 ]         |
| マイク・コンリー                   | 8月6日   | ユタ・ジャズ                                                                  | ユタ・ジャズ                                                                  | [ 164 ]         |
| ドウェイン・デドモン               | 8月6日   | マイアミ・ヒート                                                              | マイアミ・ヒート                                                              | [ 165 ]         |
| スペンサー・ディンウィディー       | 8月6日   | ワシントン・ウィザーズ                                                        | ブルックリン・ネッツ                                                          | [ 67 ]          |
| ウェイン・エリントン               | 8月6日   | ロサンゼルス・レイカーズ                                                      | デトロイト・ピストンズ                                                        | [ 166 ]         |
| ルディ・ゲイ                       | 8月6日   | ユタ・ジャズ                                                                  | サンアントニオ・スパーズ                                                      | [ 167 ]         |
| ジョージ・ヒル                     | 8月6日   | ミルウォーキー・バックス                                                      | フィラデルフィア・76ers (8月3日に解雇)                                        | [ 168 ]         |
| リショーン・ホームズ               | 8月6日   | サクラメント・キングス                                                        | サクラメント・キングス                                                        | [ 169 ]         |
| ロドニー・フッド                   | 8月6日   | ミルウォーキー・バックス                                                      | トロント・ラプターズ (8月3日に解雇)                                           | [ 168 ]         |
| テイレン・ホートン＝タッカー (RFA) | 8月6日   | ロサンゼルス・レイカーズ                                                      | ロサンゼルス・レイカーズ                                                      | [ 170 ]         |
| ドワイト・ハワード                 | 8月6日   | ロサンゼルス・レイカーズ                                                      | フィラデルフィア・76ers                                                       | [ 171 ]         |
| ジェームズ・ジョンソン             | 8月6日   | ブルックリン・ネッツ                                                          | ニューオーリンズ・ペリカンズ                                                  | [ 172 ]         |
| サベン・リー (RFA)                 | 8月6日   | デトロイト・ピストンズ (以前は2ウェイ契約)                                    | デトロイト・ピストンズ (以前は2ウェイ契約)                                    | [ 173 ]         |
| ロビン・ロペス                     | 8月6日   | オーランド・マジック                                                          | ワシントン・ウィザーズ                                                        | [ 174 ]         |
| カイル・ラウリー                   | 8月6日   | マイアミ・ヒート                                                              | トロント・ラプターズ                                                          | [ 62 ]          |
| トレイ・ライルズ                   | 8月6日   | デトロイト・ピストンズ                                                        | サンアントニオ・スパーズ                                                      | [ 175 ]         |
| T・J・マコーネル                   | 8月6日   | インディアナ・ペイサーズ                                                      | インディアナ・ペイサーズ                                                      | [ 176 ]         |
| マリック・モンク                   | 8月6日   | ロサンゼルス・レイカーズ                                                      | シャーロット・ホーネッツ                                                      | [ 177 ]         |
| マーキーフ・モリス                 | 8月6日   | マイアミ・ヒート                                                              | ロサンゼルス・レイカーズ                                                      | [ 178 ]         |
| アブデル・ネイダー                 | 8月6日   | フェニックス・サンズ                                                          | フェニックス・サンズ                                                          | [ 179 ]         |
| ジョージス・ニアング               | 8月6日   | フィラデルフィア・76ers                                                       | ユタ・ジャズ                                                                  | [ 180 ]         |
| ケンドリック・ナン                 | 8月6日   | ロサンゼルス・レイカーズ                                                      | マイアミ・ヒート                                                              | [ 181 ]         |
| セミ・オジェレエ                   | 8月6日   | ミルウォーキー・バックス                                                      | ボストン・セルティックス                                                      | [ 168 ]         |
| ケリー・オリニク                   | 8月6日   | デトロイト・ピストンズ                                                        | ヒューストン・ロケッツ                                                        | [ 182 ]         |
| クリス・ポール*                    | 8月6日   | フェニックス・サンズ                                                          | フェニックス・サンズ                                                          | [ 183 ]         |
| キャメロン・ペイン                 | 8月6日   | フェニックス・サンズ                                                          | フェニックス・サンズ                                                          | [ 184 ]         |
| オット・ポーター・ジュニア         | 8月6日   | ゴールデンステート・ウォリアーズ                                              | オーランド・マジック                                                          | [ 185 ]         |
| ボビー・ポーティス*                | 8月6日   | ミルウォーキー・バックス                                                      | ミルウォーキー・バックス                                                      | [ 186 ]         |
| ダンカン・ロビンソン (RFA)         | 8月6日   | マイアミ・ヒート                                                              | マイアミ・ヒート                                                              | [ 187 ]         |
| ノーマン・パウエル                 | 8月6日   | ポートランド・トレイルブレイザーズ                                            | ポートランド・トレイルブレイザーズ                                            | [ 188 ]         |
| マックス・ストラス (RFA)           | 8月6日   | マイアミ・ヒート (以前は2ウェイ契約)                                          | マイアミ・ヒート (以前は2ウェイ契約)                                          | [ 189 ]         |
| ゲイブ・ビンセント (RFA)           | 8月6日   | マイアミ・ヒート (以前は2ウェイ契約)                                          | マイアミ・ヒート (以前は2ウェイ契約)                                          | [ 190 ]         |
| ハッサン・ホワイトサイド           | 8月6日   | ユタ・ジャズ                                                                  | サクラメント・キングス                                                        | [ 167 ]         |
| ルー・ウィリアムズ                 | 8月6日   | アトランタ・ホークス                                                          | アトランタ・ホークス                                                          | [ 191 ]         |
| オメール・ユートセブン**           | 8月6日   | マイアミ・ヒート                                                              | マイアミ・ヒート                                                              | [ 192 ]         |
| D・J・カートン                     | 8月7日   | シャーロット・ホーネッツ                                                      | マーケット大学 (2021年ドラフト外)                                             | [ 193 ]         |
| デヴォンテ・グラハム (RFA)         | 8月7日   | ニューオーリンズ・ペリカンズ                                                  | シャーロット・ホーネッツ                                                      | [ 81 ]          |
| ダニー・グリーン                   | 8月7日   | フィラデルフィア・76ers                                                       | フィラデルフィア・76ers                                                       | [ 194 ]         |
| モーリス・ハークレス               | 8月7日   | サクラメント・キングス                                                        | サクラメント・キングス                                                        | [ 195 ]         |
| ビクター・オラディポ               | 8月7日   | マイアミ・ヒート                                                              | マイアミ・ヒート                                                              | [ 196 ]         |
| ケリー・ウーブレ・ジュニア         | 8月7日   | シャーロット・ホーネッツ                                                      | ゴールデンステート・ウォリアーズ                                              | [ 197 ]         |
| ダニエル・タイス                   | 8月7日   | ヒューストン・ロケッツ                                                        | シカゴ・ブルズ                                                                | [ 68 ]          |
| P・J・タッカー                     | 8月7日   | マイアミ・ヒート                                                              | ミルウォーキー・バックス                                                      | [ 198 ]         |
| イシュメイル・ウェンライト         | 8月7日   | トロント・ラプターズ                                                          | SIGストラスブール (フランス)                                                  | [ 199 ]         |
| ロンゾ・ボール (RFA)               | 8月8日   | シカゴ・ブルズ                                                                | ニューオーリンズ・ペリカンズ                                                  | [ 82 ]          |
| デアンドレ・ベンブリー             | 8月8日   | ブルックリン・ネッツ                                                          | トロント・ラプターズ (8月3日に解雇)                                           | [ 200 ]         |
| ブルース・ブラウン (RFA)           | 8月8日   | ブルックリン・ネッツ                                                          | ブルックリン・ネッツ                                                          | [ 201 ]         |
| デイビット・デューク               | 8月8日   | ブルックリン・ネッツ                                                          | プロビデンス大学 (2021年ドラフト外)                                           | [ 202 ]         |
| ダグ・マクダーモット               | 8月8日   | サンアントニオ・スパーズ                                                      | インディアナ・ペイサーズ                                                      | [ 85 ]          |
| ギャレット・テンプル               | 8月8日   | ニューオーリンズ・ペリカンズ                                                  | シカゴ・ブルズ                                                                | [ 83 ]          |
| ゲイリー・トレント・ジュニア (RFA) | 8月8日   | トロント・ラプターズ                                                          | トロント・ラプターズ                                                          | [ 203 ]         |
| ジャスティス・ウィンズロー**       | 8月8日   | ロサンゼルス・クリッパーズ                                                    | メンフィス・グリズリーズ                                                      | [ 204 ]         |
| サム・デッカー                     | 8月9日   | トロント・ラプターズ                                                          | トゥルク・テレコムB.K. (トルコ)                                               | [ 205 ]         |
| ゴーギー・ジェン                   | 8月9日   | アトランタ・ホークス                                                          | サンアントニオ・スパーズ                                                      | [ 206 ]         |
| ブレイク・グリフィン               | 8月9日   | ブルックリン・ネッツ                                                          | ブルックリン・ネッツ                                                          | [ 207 ]         |
| ティム・ハーダウェイ・ジュニア     | 8月9日   | ダラス・マーベリックス                                                        | ダラス・マーベリックス                                                        | [ 208 ]         |
| フランク・カミンスキー             | 8月9日   | フェニックス・サンズ                                                          | フェニックス・サンズ                                                          | [ 209 ]         |
| フルカン・コルクマズ               | 8月9日   | フィラデルフィア・76ers                                                       | フィラデルフィア・76ers                                                       | [ 210 ]         |
| ボバン・マリヤノヴィッチ           | 8月9日   | ダラス・マーベリックス                                                        | ダラス・マーベリックス                                                        | [ 211 ]         |
| ジョージス・ニアング               | 8月9日   | フィラデルフィア・76ers                                                       | ユタ・ジャズ                                                                  | [ 212 ]         |
| デイビッド・ヌワバ                 | 8月9日   | ヒューストン・ロケッツ                                                        | ヒューストン・ロケッツ                                                        | [ 213 ]         |
| チョンディー・ブラウン             | 8月10日  | ロサンゼルス・レイカーズ                                                      | ミシガン大学 (2021年ドラフト外)                                               | [ 214 ]         |
| スターリング・ブラウン             | 8月10日  | ダラス・マーベリックス                                                        | ヒューストン・ロケッツ                                                        | [ 215 ]         |
| アレックス・カルーソ               | 8月10日  | シカゴ・ブルズ                                                                | ロサンゼルス・レイカーズ                                                      | [ 216 ]         |
| アンドレ・イグダーラ**             | 8月10日  | ゴールデンステート・ウォリアーズ                                              | マイアミ・ヒート                                                              | [ 217 ]         |
| マック・マクラング                 | 8月10日  | ロサンゼルス・レイカーズ                                                      | テキサス工科大学 (2021年ドラフト外)                                           | [ 214 ]         |
| パティ・ミルズ                     | 8月10日  | ブルックリン・ネッツ                                                          | サンアントニオ・スパーズ                                                      | [ 218 ]         |
| イブ・ポンズ                       | 8月10日  | メンフィス・グリズリーズ                                                      | テネシー大学 (2021年ドラフト外)                                               | [ 219 ]         |
| エルフリッド・ペイトン             | 8月10日  | フェニックス・サンズ                                                          | ニューヨーク・ニックス                                                        | [ 220 ]         |
| トニー・スネル                     | 8月10日  | ポートランド・トレイルブレイザーズ                                            | アトランタ・ホークス                                                          | [ 221 ]         |
| ウィル・バートン                   | 8月11日  | デンバー・ナゲッツ                                                            | デンバー・ナゲッツ                                                            | [ 222 ]         |
| アイザック・ボンガ                 | 8月11日  | トロント・ラプターズ                                                          | ワシントン・ウィザーズ                                                        | [ 223 ]         |
| ザック・コリンズ                   | 8月11日  | サンアントニオ・スパーズ                                                      | ポートランド・トレイルブレイザーズ                                            | [ 224 ]         |
| デマー・デローザン                 | 8月11日  | シカゴ・ブルズ                                                                | サンアントニオ・スパーズ                                                      | [ 86 ]          |
| フランク・ジャクソン (RFA)         | 8月11日  | デトロイト・ピストンズ (以前は2ウェイ契約)                                    | デトロイト・ピストンズ (以前は2ウェイ契約)                                    | [ 225 ]         |
| レジー・ジャクソン                 | 8月11日  | ロサンゼルス・クリッパーズ                                                    | ロサンゼルス・クリッパーズ                                                    | [ 226 ]         |
| コーリー・ジョセフ                 | 8月11日  | デトロイト・ピストンズ (7月31日に解雇されていた)                              | デトロイト・ピストンズ (7月31日に解雇されていた)                              | [ 227 ]         |
| ロドニー・マグルーダー             | 8月11日  | デトロイト・ピストンズ (8月6日に解雇されていた)                               | デトロイト・ピストンズ (8月6日に解雇されていた)                               | [ 228 ]         |
| ナーレンズ・ノエル                 | 8月11日  | ニューヨーク・ニックス                                                        | ニューヨーク・ニックス                                                        | [ 229 ]         |
| ケンバ・ウォーカー                 | 8月11日  | ニューヨーク・ニックス                                                        | オクラホマシティ・サンダー (8月6日に解雇されていた)                           | [ 230 ]         |
| ジェフ・グリーン                   | 8月12日  | デンバー・ナゲッツ                                                            | ブルックリン・ネッツ                                                          | [ 231 ]         |
| カワイ・レナード*                  | 8月12日  | ロサンゼルス・クリッパーズ                                                    | ロサンゼルス・クリッパーズ                                                    | [ 232 ]         |
| マイク・マスカラ                   | 8月12日  | オクラホマシティ・サンダー                                                    | オクラホマシティ・サンダー                                                    | [ 233 ]         |
| タナシス・アデトクンボ             | 8月13日  | ミルウォーキー・バックス                                                      | ミルウォーキー・バックス                                                      | [ 234 ]         |
| ニコラ・バトゥーム                 | 8月13日  | ロサンゼルス・クリッパーズ                                                    | ロサンゼルス・クリッパーズ                                                    | [ 235 ]         |
| エネス・カンター・フリーダム       | 8月13日  | ボストン・セルティックス                                                      | ポートランド・トレイルブレイザーズ                                            | [ 236 ]         |
| アレックス・レン                   | 8月13日  | サクラメント・キングス                                                        | ワシントン・ウィザーズ                                                        | [ 237 ]         |
| デニス・シュルーダー               | 8月13日  | ボストン・セルティックス                                                      | ロサンゼルス・レイカーズ                                                      | [ 238 ]         |
| ユドニス・ハスレム                 | 8月15日  | マイアミ・ヒート                                                              | マイアミ・ヒート                                                              | [ 239 ]         |
| マシオ・ティーグ                   | 8月15日  | ユタ・ジャズ                                                                  | ベイラー大学 (2021年ドラフト外)                                               | [ 240 ]         |
| ウィリー・エルナンゴメス           | 8月16日  | ニューオーリンズ・ペリカンズ                                                  | ニューオーリンズ・ペリカンズ                                                  | [ 241 ]         |
| ディディ・ロウザダ** (RFA)         | 8月16日  | ニューオーリンズ・ペリカンズ                                                  | ニューオーリンズ・ペリカンズ                                                  | [ 241 ]         |
| ジャベール・マギー                 | 8月16日  | フェニックス・サンズ                                                          | デンバー・ナゲッツ                                                            | [ 242 ]         |
| エバン・フォーニエ                 | 8月17日  | ニューヨーク・ニックス                                                        | ボストン・セルティックス                                                      | [ 91 ]          |
| D・J・スチュワート・ジュニア       | 8月17日  | マイアミ・ヒート                                                              | ミシシッピ州立大学 (2021年ドラフト外)                                         | [ 243 ]         |
| アレック・バークス                 | 8月18日  | ニューヨーク・ニックス                                                        | ニューヨーク・ニックス                                                        | [ 244 ]         |
| タージ・ギブソン                   | 8月18日  | ニューヨーク・ニックス                                                        | ニューヨーク・ニックス                                                        | [ 245 ]         |
| デリック・ローズ                   | 8月18日  | ニューヨーク・ニックス                                                        | ニューヨーク・ニックス                                                        | [ 246 ]         |
| ドウェイン・ベーコン               | 8月19日  | ニューヨーク・ニックス                                                        | オーランド・マジック (8月8日に解雇されていた)                                 | [ 247 ]         |
| トニー・ブラッドリー               | 8月19日  | シカゴ・ブルズ                                                                | オクラホマシティ・サンダー                                                    | [ 248 ]         |
| ハミドゥ・ディアロ (RFA)           | 8月19日  | デトロイト・ピストンズ                                                        | デトロイト・ピストンズ                                                        | [ 249 ]         |
| ジャヴォンテ・グリーン (RFA)       | 8月19日  | シカゴ・ブルズ                                                                | シカゴ・ブルズ                                                                | [ 248 ]         |
| ジャマイカル・グリーン*            | 8月19日  | デンバー・ナゲッツ                                                            | デンバー・ナゲッツ                                                            | [ 250 ]         |
| ジョシュ・ハート (RFA)             | 8月19日  | ニューオーリンズ・ペリカンズ                                                  | ニューオーリンズ・ペリカンズ                                                  | [ 251 ]         |
| アーミル・シムズ                   | 8月19日  | ニューヨーク・ニックス                                                        | クレムソン大学 (2021年ドラフト外)                                             | [ 252 ]         |
| トーリー・クレイグ                 | 8月20日  | インディアナ・ペイサーズ                                                      | フェニックス・サンズ                                                          | [ 253 ]         |
| ジョック・ランデール               | 8月20日  | サンアントニオ・スパーズ                                                      | メルボルン・ユナイテッド (オーストラリア)                                     | [ 254 ]         |
| M・J・ウォーカー                   | 8月20日  | ニューヨーク・ニックス                                                        | フロリダ州立大学 (2021年ドラフト外)                                           | [ 255 ]         |
| フェロン・ハント                   | 8月21日  | ダラス・マーベリックス                                                        | 南メソジスト大学 (2021年ドラフト外)                                           | [ 256 ]         |
| カルリク・ジョーンズ               | 8月21日  | ダラス・マーベリックス                                                        | ルイビル大学 (2021年ドラフト外)                                               | [ 256 ]         |
| E・J・オヌ                         | 8月21日  | ダラス・マーベリックス                                                        | シャウニー州立大学 (2021年ドラフト外)                                         | [ 256 ]         |
| モリツ・ワグナー                   | 8月23日  | オーランド・マジック                                                          | オーランド・マジック                                                          | [ 257 ]         |
| タイラー・ベイ                     | 8月25日  | ヒューストン・ロケッツ                                                        | ダラス・マーベリックス (以前は2ウェイ契約)                                    | [ 258 ]         |
| ブリン・フォーブス*                | 8月25日  | サンアントニオ・スパーズ                                                      | ミルウォーキー・バックス                                                      | [ 259 ]         |
| ダイシェン・ニックス               | 8月25日  | ヒューストン・ロケッツ                                                        | NBAGリーグ・イグナイト (Gリーグ)                                              | [ 258 ]         |
| アルモニ・ブルックス (RFA)         | 8月27日  | ヒューストン・ロケッツ (以前は2ウェイ契約)                                    | ヒューストン・ロケッツ (以前は2ウェイ契約)                                    | [ 260 ]         |
| ラウリ・マルカネン                 | 8月28日  | クリーブランド・キャバリアーズ                                                | シカゴ・ブルズ                                                                | [ 94 ]          |
| ラジョン・ロンド                   | 8月30日  | ロサンゼルス・レイカーズ                                                      | メンフィス・グリズリーズ (8月28日に解雇)                                      | [ 261 ]         |
| スヴィヤトスラフ・ミハイリュク     | 8月31日  | トロント・ラプターズ                                                          | オクラホマシティ・サンダー                                                    | [ 262 ]         |
| オースティン・リバース             | 9月1日   | デンバー・ナゲッツ                                                            | デンバー・ナゲッツ                                                            | [ 263 ]         |
| ラマーカス・オルドリッジ           | 9月3日   | ブルックリン・ネッツ (引退から復帰)                                           | ブルックリン・ネッツ (引退から復帰)                                           | [ 264 ]         |
| ケイタ・ベイツ＝ディオップ (RFA)   | 9月7日   | サンアントニオ・スパーズ (以前は2ウェイ契約)                                  | サンアントニオ・スパーズ (以前は2ウェイ契約)                                  | [ 265 ]         |
| ネイト・ヒントン                   | 9月7日   | インディアナ・ペイサーズ                                                      | ダラス・マーベリックス (8月27日に解雇; 以前は2ウェイ契約)                     | [ 266 ]         |
| タイラー・クック                   | 9月8日   | シカゴ・ブルズ                                                                | デトロイト・ピストンズ (7月31日に解雇)                                        | [ 267 ]         |
| ジェフ・ダウタン                   | 9月8日   | オーランド・マジック                                                          | レイクランド・マジック (NBAGリーグ)                                           | [ 268 ]         |
| ハッサニ・グラヴェット             | 9月8日   | オーランド・マジック                                                          | KK・MZTスコピエ (北マケドニア)                                                | [ 268 ]         |
| アリーゼ・ジョンソン               | 9月8日   | シカゴ・ブルズ                                                                | ブルックリン・ネッツ (9月3日に解雇)                                           | [ 267 ]         |
| スタンリー・ジョンソン             | 9月8日   | シカゴ・ブルズ                                                                | トロント・ラプターズ                                                          | [ 267 ]         |
| ジョン・テスケ                     | 9月8日   | オーランド・マジック                                                          | BCオーステンデ (ベルギー)                                                     | [ 268 ]         |
| マット・トーマス                   | 9月8日   | シカゴ・ブルズ                                                                | ユタ・ジャズ (8月1日に解雇)                                                   | [ 267 ]         |
| イーサン・トンプソン               | 9月8日   | シカゴ・ブルズ                                                                | オレゴン大学 (2021年ドラフト外)                                               | [ 267 ]         |
| デアンドレ・ジョーダン             | 9月9日   | ロサンゼルス・レイカーズ                                                      | デトロイト・ピストンズ (9月9日に解雇)                                         | [ 269 ]         |
| イートワン・ムーア                 | 9月9日   | オーランド・マジック                                                          | フェニックス・サンズ                                                          | [ 270 ]         |
| ポール・ミルサップ                 | 9月10日  | ブルックリン・ネッツ                                                          | デンバー・ナゲッツ                                                            | [ 271 ]         |
| マイカ・ポッター                   | 9月10日  | マイアミ・ヒート                                                              | ウィスコンシン大学 (2021年ドラフト外)                                         | [ 272 ]         |
| ジャヴォンテ・スマート             | 9月10日  | マイアミ・ヒート                                                              | LSU (2021年ドラフト外)                                                        | [ 272 ]         |
| ドルー・スミス                     | 9月10日  | マイアミ・ヒート                                                              | ミズーリ大学 (2021年ドラフト外)                                               | [ 272 ]         |
| デリック・オールストン・ジュニア   | 9月13日  | ユタ・ジャズ                                                                  | ボイシ州立大学 (2021年ドラフト外)                                             | [ 273 ]         |
| ジョーダン・マクラフリン (RFA)     | 9月15日  | ミネソタ・ティンバーウルブズ                                                  | ミネソタ・ティンバーウルブズ                                                  | [ 274 ]         |
| ジャレッド・ヴァンダービルト (RFA) | 9月15日  | ミネソタ・ティンバーウルブズ                                                  | ミネソタ・ティンバーウルブズ                                                  | [ 274 ]         |
| フランク・ニリキナ                 | 9月16日  | ダラス・マーベリックス                                                        | ニューヨーク・ニックス                                                        | [ 275 ]         |
| ダンテ・エクザム                   | 9月17日  | ヒューストン・ロケッツ                                                        | ヒューストン・ロケッツ                                                        | [ 276 ]         |
| ケビン・パンゴス                   | 9月17日  | クリーブランド・キャバリアーズ                                                | ゼニト・サンクトペテルブルク (ロシア)                                         | [ 277 ]         |
| ブライアン・ボウウェン             | 9月20日  | ミネソタ・ティンバーウルブズ                                                  | インディアナ・ペイサーズ (4月23日に解雇; 以前は2ウェイ契約)                   | [ 278 ]         |
| デボンテ・カコック                 | 9月20日  | ブルックリン・ネッツ                                                          | ロサンゼルス・レイカーズ (以前は2ウェイ契約)                                  | [ 279 ]         |
| マット・ルイス                     | 9月20日  | ミネソタ・ティンバーウルブズ                                                  | ジェームズ・マディソン大学 (2021年ドラフト外)                                 | [ 278 ]         |
| アイザイア・ミラー                 | 9月20日  | ミネソタ・ティンバーウルブズ                                                  | UNCグリーンズボロ (2021年ドラフト外)                                          | [ 278 ]         |
| クリス・シルヴァ                   | 9月20日  | ミネソタ・ティンバーウルブズ                                                  | サクラメント・キングス (4月28日に解雇)                                        | [ 278 ]         |
| ザビエル・スニード                 | 9月20日  | シャーロット・ホーネッツ                                                      | ナイアガラリバー・ライオンズ (カナダ)                                         | [ 280 ]         |
| ハイメ・エチェニケ                 | 9月21日  | ワシントン・ウィザーズ                                                        | アクンザGBC (スペイン)                                                        | [ 281 ]         |
| ジョーダン・グッドウィン           | 9月21日  | ワシントン・ウィザーズ                                                        | セントルイス大学 (2021年ドラフト外)                                           | [ 281 ]         |
| ジェイ・ハフ                       | 9月21日  | ワシントン・ウィザーズ                                                        | バージニア大学 (2021年ドラフト外)                                             | [ 281 ]         |
| レジー・ペリー                     | 9月21日  | トロント・ラプターズ                                                          | ブルックリン・ネッツ (以前は2ウェイ契約)                                      | [ 282 ]         |
| ジョーダン・シェーケル             | 9月21日  | ワシントン・ウィザーズ                                                        | サンディエゴ州立大学 (2021年ドラフト外)                                       | [ 281 ]         |
| アドミラル・スコフィールド         | 9月21日  | オーランド・マジック                                                          | グリーンズボロ・スワーム (NBAGリーグ)                                         | [ 283 ]         |
| ジョニー・ハミルトン               | 9月22日  | アトランタ・ホークス                                                          | フェネルバフチェ・ベコ (トルコ)                                               | [ 284 ]         |
| A・J・ローソン                     | 9月22日  | アトランタ・ホークス                                                          | サウスカロライナ大学 (2021年ドラフト外)                                       | [ 284 ]         |
| ティモテー・ルワウ＝キャバロ       | 9月22日  | アトランタ・ホークス                                                          | ブルックリン・ネッツ                                                          | [ 284 ]         |
| ジャーリール・オカフォー           | 9月22日  | アトランタ・ホークス                                                          | ブルックリン・ネッツ (9月9日に解雇)                                           | [ 284 ]         |
| デンゼル・バレンタイン             | 9月22日  | クリーブランド・キャバリアーズ                                                | シカゴ・ブルズ                                                                | [ 285 ]         |
| シャク・ブキャナン                 | 9月23日  | メンフィス・グリズリーズ                                                      | メンフィス・ハッスル (NBAGリーグ)                                             | [ 286 ]         |
| マーキーズ・クリス                 | 9月23日  | ポートランド・トレイルブレイザーズ                                            | サンアントニオ・スパーズ (3月28日に解雇)                                      | [ 287 ]         |
| クイン・クック                     | 9月23日  | ポートランド・トレイルブレイザーズ                                            | クリーブランド・キャバリアーズ (4月1日に終了した最後の10日間契約)             | [ 287 ]         |
| ジョーダン・フォード               | 9月23日  | ロサンゼルス・クリッパーズ                                                    | ペリステリ (ギリシャ)                                                         | [ 288 ]         |
| シーン・マクダーモット             | 9月23日  | メンフィス・グリズリーズ (8月25日に解雇; 以前は2ウェイ契約)                   | メンフィス・グリズリーズ (8月25日に解雇; 以前は2ウェイ契約)                   | [ 286 ]         |
| パトリック・パターソン             | 9月23日  | ポートランド・トレイルブレイザーズ                                            | ロサンゼルス・クリッパーズ                                                    | [ 287 ]         |
| デニス・スミス・ジュニア           | 9月23日  | ポートランド・トレイルブレイザーズ                                            | デトロイト・ピストンズ                                                        | [ 287 ]         |
| ジョーダン・ベル                   | 9月24日  | ゴールデンステート・ウォリアーズ (以前は2ウェイ契約)                          | ゴールデンステート・ウォリアーズ (以前は2ウェイ契約)                          | [ 289 ]         |
| エイブリー・ブラッドリー**         | 9月24日  | ゴールデンステート・ウォリアーズ                                              | ヒューストン・ロケッツ                                                        | [ 289 ]         |
| ジラン・チータム                   | 9月24日  | ニューオーリンズ・ペリカンズ                                                  | アイオワ・ウルブズ (NBAGリーグ)                                               | [ 290 ]         |
| ラングストン・ギャロウェイ         | 9月24日  | ゴールデンステート・ウォリアーズ                                              | フェニックス・サンズ                                                          | [ 289 ]         |
| ルカ・ガーザ                       | 9月24日  | デトロイト・ピストンズ (以前は2ウェイ契約)                                    | デトロイト・ピストンズ (以前は2ウェイ契約)                                    | [ 291 ]         |
| ジャレッド・ハーパー               | 9月24日  | ニューオーリンズ・ペリカンズ                                                  | ニューヨーク・ニックス (以前は2ウェイ契約)                                    | [ 292 ]         |
| ゲイリー・ペイトン2世              | 9月24日  | ゴールデンステート・ウォリアーズ                                              | ゴールデンステート・ウォリアーズ                                              | [ 289 ]         |
| ウェイン・セルデン・ジュニア       | 9月25日  | ニューヨーク・ニックス                                                        | アイロ・ニネス・ジオナ (イスラエル)                                           | [ 293 ]         |
| ママディ・ディアキテ               | 9月26日  | オクラホマシティ・サンダー (ウェイバー放出)                                   | ミルウォーキー・バックス (9月24日に解雇)                                      | [ 294 ]         |
| チャソン・ランドル                 | 9月26日  | フェニックス・サンズ                                                          | オーランド・マジック (以前は2ウェイ契約)                                      | [ 295 ]         |
| ミッチェル・バロック               | 9月27日  | クリーブランド・キャバリアーズ                                                | クレイトン大学 (2021年ドラフト外)                                             | [ 296 ]         |
| タリク・ブラック                   | 9月27日  | デンバー・ナゲッツ                                                            | ゼニト・サンクトペテルブルク (ロシア)                                         | [ 297 ]         |
| ジャビン・ドゥローリエ             | 9月27日  | ミルウォーキー・バックス                                                      | ナイアガラリバー・ライオンズ (カナダ)                                         | [ 298 ]         |
| ロブ・エドワーズ                   | 9月27日  | オクラホマシティ・サンダー                                                    | オクラホマシティ・ブルー (NBAGリーグ)                                         | [ 299 ]         |
| タッコ・フォール                   | 9月27日  | クリーブランド・キャバリアーズ                                                | ボストン・セルティックス (以前は2ウェイ契約)                                  | [ 296 ]         |
| ハリー・ジャイルズ                 | 9月27日  | ロサンゼルス・クリッパーズ                                                    | ポートランド・トレイルブレイザーズ                                            | [ 300 ]         |
| カイル・ガイ                       | 9月27日  | クリーブランド・キャバリアーズ                                                | サクラメント・キングス (以前は2ウェイ契約)                                    | [ 296 ]         |
| シャキール・ハリソン               | 9月27日  | フィラデルフィア・76ers                                                       | デンバー・ナゲッツ (以前は2ウェイ契約)                                        | [ 301 ]         |
| アイザイア・ハーテンシュタイン*    | 9月27日  | ロサンゼルス・クリッパーズ                                                    | クリーブランド・キャバリアーズ                                                | [ 300 ]         |
| ジョージ・キング                   | 9月27日  | ロサンゼルス・クリッパーズ                                                    | BVケムニッツ99 (ドイツ)                                                       | [ 300 ]         |
| RJ・ネンプハルト                   | 9月27日  | クリーブランド・キャバリアーズ                                                | TCU (2021年ドラフト外)                                                        | [ 296 ]         |
| ダニエル・オトゥル                 | 9月27日  | シカゴ・ブルズ                                                                | メンフィス・グリズリーズ (9月23日に解雇)                                      | [ 302 ]         |
| オースティン・リーブス             | 9月27日  | ロサンゼルス・レイカーズ (以前は2ウェイ契約)                                  | ロサンゼルス・レイカーズ (以前は2ウェイ契約)                                  | [ 303 ]         |
| ダヴォン・リード                   | 9月27日  | デンバー・ナゲッツ                                                            | 桃園パイロット (台湾)                                                         | [ 297 ]         |
| マット・ライアン                   | 9月27日  | デンバー・ナゲッツ                                                            | チャタヌーガ (2020年ドラフト外)                                               | [ 297 ]         |
| トレモント・ウォーターズ           | 9月27日  | ミルウォーキー・バックス                                                      | ボストン・セルティックス (以前は2ウェイ契約)                                  | [ 298 ]         |
| D・J・ウィルソン                   | 9月27日  | オクラホマシティ・サンダー                                                    | ヒューストン・ロケッツ                                                        | [ 299 ]         |
| モーゼス・ライト                   | 9月27日  | ロサンゼルス・クリッパーズ                                                    | ジョージア工科大学 (2021年ドラフト外)                                         | [ 300 ]         |
| ライアン・アーチディアコノ**       | 9月28日  | ボストン・セルティックス                                                      | シカゴ・ブルズ                                                                | [ 304 ]         |
| マーケス・ボルデン                 | 9月28日  | ユタ・ジャズ                                                                  | カントン・チャージ (NBAGリーグ)                                               | [ 305 ]         |
| マット・コールマン3世              | 9月28日  | サクラメント・キングス                                                        | テキサス大学 (2021年ドラフト外)                                               | [ 306 ]         |
| マリク・フィッツ                   | 9月28日  | ユタ・ジャズ                                                                  | ロサンゼルス・クリッパーズ (4月19日に終了した最後の10日間契約)                | [ 305 ]         |
| ギャリソン・マシューズ             | 9月28日  | ボストン・セルティックス                                                      | ワシントン・ウィザーズ (以前は2ウェイ契約)                                    | [ 304 ]         |
| ジュワン・モーガン                 | 9月28日  | ボストン・セルティックス                                                      | ユタ・ジャズ                                                                  | [ 304 ]         |
| テオ・ピンソン                     | 9月28日  | ボストン・セルティックス                                                      | ニューヨーク・ニックス (以前は2ウェイ契約)                                    | [ 304 ]         |
| デイヴィダス・シルヴィディス       | 9月28日  | デトロイト・ピストンズ (8月31日に解雇)                                        | デトロイト・ピストンズ (8月31日に解雇)                                        | [ 307 ]         |
| カシアス・スタンリー               | 9月28日  | デトロイト・ピストンズ                                                        | インディアナ・ペイサーズ (以前は2ウェイ契約)                                  | [ 307 ]         |
| D・J・スチュワード                 | 9月28日  | サクラメント・キングス                                                        | デューク大学 (2021年ドラフト外)                                               | [ 306 ]         |
| エマニュエル・テリー               | 9月28日  | サクラメント・キングス                                                        | アグアカリエンテ・クリッパーズ (NBAGリーグ)                                   | [ 306 ]         |
| デリック・ウォルトン               | 9月28日  | デトロイト・ピストンズ                                                        | LDLC・アスヴェル (フランス)                                                   | [ 307 ]         |
| イライジャ・ブライアント           | 9月29日  | ミルウォーキー・バックス (9月26日に解雇)                                      | ミルウォーキー・バックス (9月26日に解雇)                                      | [ 308 ]         |
| ジャレッド・カニンガム             | 9月29日  | デトロイト・ピストンズ                                                        | ビネイ・ヘルツリーヤ (イスラエル)                                             | [ 309 ]         |
| ジョニー・オブライアント           | 9月29日  | ミルウォーキー・バックス                                                      | トルコ・テレコム (トルコ)                                                     | [ 308 ]         |
| キャメロン・オリバー               | 9月29日  | ロサンゼルス・クリッパーズ                                                    | ケアンズ・タイパンズ (オーストラリア)                                         | [ 310 ]         |
| トレベリン・クイーン               | 9月29日  | ロサンゼルス・クリッパーズ                                                    | リオグランデバレー・バイパーズ (NBAGリーグ)                                   | [ 311 ]         |
| ヘイウッド・ハイスミス             | 9月30日  | フィラデルフィア・76ers                                                       | ヴァノリ・クレモナ (イタリア)                                                 | [ 312 ]         |
| アリック・ホルマン                 | 10月2日  | サンアントニオ・スパーズ                                                      | ウルム (ドイツ)                                                               | [ 313 ]         |
| ネイト・レンフロ                   | 10月2日  | サンアントニオ・スパーズ                                                      | オースティン・スパーズ (NBAGリーグ)                                           | [ 313 ]         |
| デンゼル・マホーニー               | 10月6日  | サンアントニオ・スパーズ                                                      | クレイトン大学 (2021年ドラフト外)                                             | [ 314 ]         |
| ブラッド・ワナメイカー             | 10月6日  | インディアナ・ペイサーズ                                                      | シャーロット・ホーネッツ                                                      | [ 104 ]         |
| ダクアン・ジェフリーズ             | 10月7日  | アトランタ・ホークス                                                          | サンアントニオ・スパーズ                                                      | [ 315 ]         |
| ジェレミア・ティルモン             | 10月7日  | オーランド・マジック                                                          | ミズーリ大学 (2021年ドラフト外)                                               | [ 316 ]         |
| ジェイレン・クラッチャー           | 10月8日  | シャーロット・ホーネッツ                                                      | デイトン大学 (2021年ドラフト外)                                               | [ 317 ]         |
| タイラー・ホール                   | 10月8日  | ニューヨーク・ニックス                                                        | ウェストチェスター・ニックス (NBAGリーグ)                                     | [ 318 ]         |
| キャメロン・マグリフ               | 10月8日  | シャーロット・ホーネッツ                                                      | オカピ・アールスター (ベルギー)                                               | [ 317 ]         |
| ジェイレン・モリス                 | 10月8日  | サンアントニオ・スパーズ                                                      | オースティン・スパーズ (NBAGリーグ)                                           | [ 319 ]         |
| ロメオ・ウィームズ                 | 10月8日  | メンフィス・グリズリーズ                                                      | デポール大学 (2021年ドラフト外)                                               | [ 320 ]         |
| ジェームズ・バンクス3世            | 10月9日  | ニューオーリンズ・ペリカンズ                                                  | ハポエル・ベエルシェバ (イスラエル)                                           | [ 321 ]         |
| マルコム・ヒル                     | 10月9日  | ニューオーリンズ・ペリカンズ                                                  | ハポエル・エルサレムBC (イスラエル)                                           | [ 321 ]         |
| ブライス・ブラウン                 | 10月10日 | ブルックリン・ネッツ                                                          | ロングアイランド・ネッツ (NBAGリーグ)                                         | [ 322 ]         |
| ジョシュ・グレイ                   | 10月10日 | ブルックリン・ネッツ                                                          | フォートウェイン・マッドアンツ (NBAGリーグ)                                   | [ 322 ]         |
| ギオルギ・ベシャニシュヴィリ       | 10月11日 | デンバー・ナゲッツ                                                            | イリノイ大学 (2021年ドラフト外)                                               | [ 323 ]         |
| ジョーダン・バーンズ               | 10月11日 | サンアントニオ・スパーズ                                                      | コルゲート大学 (2021年ドラフト外)                                             | [ 324 ]         |
| ジェイレン・ホアード               | 10月11日 | オクラホマシティ・サンダー (以前は2ウェイ契約)                                | オクラホマシティ・サンダー (以前は2ウェイ契約)                                | [ 325 ]         |
| クインダリー・ウェザースプーン     | 10月11日 | ゴールデンステート・ウォリアーズ                                              | サンアントニオ・スパーズ (以前は2ウェイ契約)                                  | [ 326 ]         |
| ジョーダン・ボウデン               | 10月12日 | ブルックリン・ネッツ                                                          | ロングアイランド・ネッツ (NBAGリーグ)                                         | [ 327 ]         |
| デビン・キャナディ                 | 10月12日 | オーランド・マジック (5月4日に解雇)                                           | オーランド・マジック (5月4日に解雇)                                           | [ 328 ]         |
| マイルズ・パウエル                 | 10月12日 | ニューヨーク・ニックス                                                        | ウェストチェスター・ニックス (NBAGリーグ)                                     | [ 329 ]         |
| ブランドン・ラカル                 | 10月12日 | ブルックリン・ネッツ                                                          | タルサ大学 (2021年ドラフト外)                                                 | [ 327 ]         |
| イビィ・ワトソン                   | 10月12日 | アトランタ・ホークス                                                          | デイトン大学 (2021年ドラフト外)                                               | [ 330 ]         |
| アレックス・アデトクンボ           | 10月13日 | トロント・ラプターズ                                                          | UCAMムルシア (スペイン)                                                       | [ 331 ]         |
| ジャレッド・ブラウンリッジ         | 10月13日 | フィラデルフィア・76ers                                                       | デラウェア・ブルーコーツ (NBAGリーグ)                                         | [ 332 ]         |
| エド・デイビス                     | 10月13日 | クリーブランド・キャバリアーズ                                                | ミネソタ・ティンバーウルブズ                                                  | [ 333 ]         |
| デイミアン・ドットソン             | 10月13日 | サンアントニオ・スパーズ                                                      | クリーブランド・キャバリアーズ (9月10日に解雇)                                | [ 334 ]         |
| L・J・フィゲロア                   | 10月13日 | ゴールデンステート・ウォリアーズ                                              | レオネス・デ・サント・ドミンゴ (ドミニカ共和国)                               | [ 335 ]         |
| ジョシュ・ホール                   | 10月13日 | トロント・ラプターズ                                                          | オクラホマシティ・サンダー (9月12日に解雇; 以前は2ウェイ契約)                 | [ 336 ]         |
| ジャスティン・ジェームズ           | 10月13日 | クリーブランド・キャバリアーズ                                                | ユタ・ジャズ (10月1日に解雇; 以前は2ウェイ契約)                               | [ 333 ]         |
| ダミアン・ジェファーソン           | 10月13日 | サクラメント・キングス                                                        | クレイトン大学 (2021年ドラフト外)                                             | [ 337 ]         |
| ブラクストン・キー                 | 10月13日 | フィラデルフィア・76ers                                                       | デラウェア・ブルーコーツ (NBAGリーグ)                                         | [ 332 ]         |
| フランク・メイソン                 | 10月13日 | ロサンゼルス・レイカーズ                                                      | デラウェア・ブルーコーツ (NBAGリーグ)                                         | [ 338 ]         |
| アデ・マーキー                     | 10月13日 | サクラメント・キングス                                                        | アイオワ・ウルブズ (NBAGリーグ)                                               | [ 337 ]         |
| ジョン・ペティ・ジュニア           | 10月13日 | ニューオーリンズ・ペリカンズ                                                  | アラバマ大学 (2021年ドラフト外)                                               | [ 339 ]         |
| レレイヨン・タッカー               | 10月13日 | ミルウォーキー・バックス                                                      | フィラデルフィア・76ers (8月18日に解雇; 以前は2ウェイ契約)                    | [ 340 ]         |
| ブライス・アルフォード             | 10月14日 | シカゴ・ブルズ                                                                | ベンフィカ (ポルトガル)                                                       | [ 341 ]         |
| リアンジェロ・ボール               | 10月14日 | シャーロット・ホーネッツ                                                      | デトロイト・ピストンズ (2020年12月13日に解雇)                                 | [ 342 ]         |
| アハマド・ケイヴァー               | 10月14日 | メンフィス・グリズリーズ                                                      | メンフィス・ハッスル (NBAGリーグ)                                             | [ 343 ]         |
| マーカス・フォスター               | 10月14日 | ヒューストン・ロケッツ                                                        | トルコ・テレコム (トルコ)                                                     | [ 344 ]         |
| ブランドン・グッドウィン           | 10月14日 | ニューヨーク・ニックス                                                        | アトランタ・ホークス                                                          | [ 345 ]         |
| スコッティ・ホプソン               | 10月14日 | オクラホマシティ・サンダー                                                    | メルボルン・ユナイテッド (オーストラリア)                                     | [ 346 ]         |
| マシュー・ハート                   | 10月14日 | メンフィス・グリズリーズ                                                      | ヒューストン・ロケッツ (9月24日に解雇; 以前は2ウェイ契約)                     | [ 343 ]         |
| ニノ・ジョンソン                   | 10月14日 | ユタ・ジャズ                                                                  | ハミルトン・ハニー・バジャーズ (カナダ)                                       | [ 346 ]         |
| ジャスティン・アンダーソン         | 10月15日 | インディアナ・ペイサーズ                                                      | フィラデルフィア・76ers (2020年15月19日に解雇)                                | [ 347 ]         |
| トロイ・バクスター                 | 10月15日 | シカゴ・ブルズ                                                                | モーガン州立大学 (2021年ドラフト外)                                           | [ 348 ]         |
| ベニー・ボートライト               | 10月15日 | インディアナ・ペイサーズ                                                      | メンフィス・ハッスル (NBAGリーグ)                                             | [ 347 ]         |
| デレク・カルバー                   | 10月15日 | インディアナ・ペイサーズ                                                      | ウエストバージニア大学 (2021年ドラフト外)                                     | [ 347 ]         |
| ヴィンセント・エドワーズ           | 10月15日 | ミネソタ・ティンバーウルブズ                                                  | オクラホマシティ・サンダー (NBAGリーグ)                                       | [ 349 ]         |
| ジャスティン・ジャクソン           | 10月15日 | ダラス・マーベリックス                                                        | ミルウォーキー・バックス (以前は2ウェイ契約)                                  | [ 350 ]         |
| B・J・ジョンソン                   | 10月15日 | オーランド・マジック                                                          | ブリスベン・ブレッツ (オーストラリア)                                         | [ 351 ]         |
| ジェイレン・レック                 | 10月15日 | ミルウォーキー・バックス                                                      | インディアナ・ペイサーズ (3月25日に解雇)                                      | [ 352 ]         |
| EJ・オヌ                           | 10月15日 | ダラス・マーベリックス (9月4日に解雇)                                         | ダラス・マーベリックス (9月4日に解雇)                                         | [ 350 ]         |
| ディウンター・シュラー             | 10月15日 | ワシントン・ウィザーズ                                                        | ミシシッピ大学 (2021年ドラフト外)                                             | [ 353 ]         |
| ザヴィエ・シンプソン               | 10月15日 | オクラホマシティ・サンダー                                                    | オクラホマシティ・ブルー (NBAGリーグ)                                         | [ 354 ]         |
| デイビッド・ストックトン           | 10月15日 | メンフィス・グリズリーズ                                                      | メッツ・ガイナボ (プエルトリコ)                                               | [ 355 ]         |
| アクセル・トゥーパン               | 10月15日 | ゴールデンステート・ウォリアーズ                                              | ミルウォーキー・バックス (以前は2ウェイ契約)                                  | [ 356 ]         |
| クリス・クレモンズ                 | 10月16日 | ボストン・セルティックス                                                      | ヒューストン・ロケッツ (1月21日に解雇)                                        | [ 357 ]         |
| ネイト・ダーリング                 | 10月16日 | ロサンゼルス・クリッパーズ                                                    | シャーロット・ホーネッツ (以前は2ウェイ契約)                                  | [ 358 ]         |
| ウィニエン・ガブリエル             | 10月16日 | ミルウォーキー・バックス                                                      | ニューオーリンズ・ペリカンズ (10月12日に解雇)                                 | [ 359 ]         |
| アシュトン・ヘイゲンス             | 10月16日 | トロント・ラプターズ                                                          | ミネソタ・ティンバーウルブズ (2月13日に解雇; 以前は2ウェイ契約)               | [ 360 ]         |
| ジャスティン・ジャウォースキー     | 10月16日 | オクラホマシティ・サンダー                                                    | ラファイエット大学 (2021年ドラフト外)                                         | [ 361 ]         |
| ブランドン・ナイト                 | 10月16日 | ニューヨーク・ニックス                                                        | デトロイト・ピストンズ                                                        | [ 362 ]         |
| ルーク・コーネット                 | 10月16日 | ボストン・セルティックス                                                      | ボストン・セルティックス                                                      | [ 357 ]         |
| オリヴィエ・サール                 | 10月16日 | オクラホマシティ・サンダー                                                    | ケンタッキー大学 (2021年ドラフト外)                                           | [ 361 ]         |
| ニック・スタウスカス               | 10月16日 | デンバー・ナゲッツ                                                            | ラプターズ・905 (NBAGリーグ)                                                  | [ 363 ]         |
| ブレーン・タイリー                 | 10月16日 | トロント・ラプターズ                                                          | ラプターズ・905 (NBAGリーグ)                                                  | [ 360 ]         |
| クリスチャン・ヴィタル             | 10月16日 | ヒューストン・ロケッツ                                                        | メンフィス・ハッスル (NBAGリーグ)                                             | [ 364 ]         |
| ジョエル・アヤイ                   | 10月17日 | ワシントン・ウィザーズ (ウェイバー公示)                                       | ロサンゼルス・レイカーズ (10月15日に解雇; 以前は2ウェイ契約)                  | [ 365 ]         |
| エイブリー・ブラッドリー           | 10月18日 | ロサンゼルス・レイカーズ (ウェイバー公示)                                     | ゴールデンステート・ウォリアーズ (10月15日に解雇)                             | [ 366 ]         |
| デボンテ・ケイコック               | 10月18日 | サンアントニオ・スパーズ (ウェイバー公示)                                     | ブルックリン・ネッツ (10月16日に解雇)                                         | [ 367 ]         |
| ジェフ・ダウタン                   | 10月18日 | ゴールデンステート・ウォリアーズ (ウェイバー公示)                             | オーランド・マジック (10月16日に解雇)                                         | [ 368 ]         |
| フィオンドゥ・カベンゲリ           | 10月18日 | ヒューストン・ロケッツ                                                        | クリーブランド・キャバリアーズ (10月12日に解雇)                               | [ 369 ]         |
| ギャリソン・マシューズ             | 10月18日 | ヒューストン・ロケッツ (ウェイバー公示)                                       | ボストン・セルティックス (10月16日に解雇)                                     | [ 369 ] [ 370 ] |
| ジャバリ・パーカー                 | 10月19日 | ボストン・セルティックス (10月17日に解雇)                                     | ボストン・セルティックス (10月17日に解雇)                                     | [ 371 ]         |
| ゲイリー・ペイトン2世              | 10月19日 | ゴールデンステート・ウォリアーズ (10月15日に解雇)                             | ゴールデンステート・ウォリアーズ (10月15日に解雇)                             | [ 372 ]         |
| デマーカス・カズンズ               | 11月30日 | ミルウォーキー・バックス                                                      | ロサンゼルス・クリッパーズ                                                    | [ 373 ]         |
| ゲイリー・クラーク                 | 12月3日  | ニューオーリンズ・ペリカンズ                                                  | メキシコシティ・キャプテンズ (NBAGリーグ)                                     | [ 374 ]         |
| ウェズリー・マシューズ             | 12月3日  | ミルウォーキー・バックス                                                      | ロサンゼルス・レイカーズ                                                      | [ 375 ]         |
| ダヴォン・リード                   | 12月4日  | デンバー・ナゲッツ (10日間契約)                                               | グランドラピッズ・ゴールド (NBAGリーグ)                                       | [ 376 ]         |
| スタンリー・ジョンソン             | 12月9日  | シカゴ・ブルズ                                                                | サウスベイ・レイカーズ (NBAGリーグ)                                           | [ 377 ]         |
| アルフォンゾ・マッキニー           | 12月10日 | シカゴ・ブルズ                                                                | ロサンゼルス・レイカーズ                                                      | [ 378 ]         |
| ラングストン・ギャロウェイ         | 12月16日 | ブルックリン・ネッツ (10日間契約)                                             | カレッジパーク・スカイホークス (NBAGリーグ)                                   | [ 379 ]         |
| アリーム・フォード                 | 12月17日 | オーランド・マジック (10日間契約)                                             | レイクランド・マジック (NBAGリーグ)                                           | [ 380 ]         |
| ハッサニ・グラヴェット             | 12月17日 | オーランド・マジック (10日間契約)                                             | レイクランド・マジック (NBAGリーグ)                                           | [ 380 ]         |
| B・J・ジョンソン                   | 12月17日 | オーランド・マジック (10日間契約)                                             | レイクランド・マジック (NBAGリーグ)                                           | [ 380 ]         |
| ジャスティン・ロビンソン           | 12月17日 | サクラメント・キングス (10日間契約)                                           | ミルウォーキー・バックス (11月30に解雇; 以前は2ウェイ契約)                    | [ 381 ]         |
| アドミラル・スコフィールド         | 12月17日 | オーランド・マジック (10日間契約)                                             | レイクランド・マジック (NBAGリーグ)                                           | [ 380 ]         |
| アイザイア・トーマス               | 12月17日 | ロサンゼルス・レイカーズ (10日間契約)                                         | グランドラピッズ・ゴールド (NBAGリーグ)                                       | [ 382 ]         |
| ジェームズ・エニス                 | 12月18日 | ブルックリン・ネッツ (10日間契約)                                             | オーランド・マジック                                                          | [ 383 ]         |
| タイラー・ホール                   | 12月18日 | ニューヨーク・ニックス (10日間契約)                                           | ウェストチェスター・ニックス (NBAGリーグ)                                     | [ 384 ]         |
| シャキール・ハリソン               | 12月18日 | ブルックリン・ネッツ (10日間契約)                                             | デラウェア・ブルーコーツ (NBAGリーグ)                                         | [ 383 ]         |
| ジャスティン・ジャクソン           | 12月18日 | ボストン・セルティックス (10日間契約)                                         | テキサス・レジェンズ (NBAGリーグ)                                             | [ 385 ]         |
| ギャリソン・マシューズ             | 12月18日 | ヒューストン・ロケッツ (2ウェイ契約から正式に本契約に移行)                    | ヒューストン・ロケッツ (2ウェイ契約から正式に本契約に移行)                    | [ 386 ]         |
| ダヴォン・リード                   | 12月19日 | デンバー・ナゲッツ (2度目の10日間契約)                                        | グランドラピッズ・ゴールド (NBAGリーグ)                                       | [ 387 ]         |
| C・J・マイルズ                     | 12月21日 | ボストン・セルティックス (10日間契約)                                         | NBAGリーグ・イグナイト (NBAGリーグ)                                           | 。              |
| テオ・ピンソン                     | 12月21日 | ダラス・マーベリックス (10日間契約)                                           | メイン・セルティックス (NBAGリーグ)                                           | [ 389 ]         |
| ジャスティン・アンダーソン         | 12月21日 | クリーブランド・キャバリアーズ (10日間契約)                                   | フォートウェイン・マッドアンツ (NBAGリーグ)                                   | [ 390 ]         |
| マーキーズ・クリス                 | 12月21日 | ダラス・マーベリックス (10日間契約)                                           | ポートランド・トレイルブレイザーズ (10月16日に解雇)                           | [ 391 ]         |
| デイミアン・ドットソン             | 12月21日 | ニューヨーク・ニックス (10日間契約)                                           | オースティン・スパーズ (NBAGリーグ)                                           | [ 392 ]         |
| ティム・フレイジャー               | 12月21日 | オーランド・マジック (10日間契約)                                             | メンフィス・グリズリーズ                                                      | [ 393 ]         |
| ウェイニン・ガブリエル             | 12月21日 | ブルックリン・ネッツ (10日間契約)                                             | ウィスコンシン・ハード (NBAGリーグ)                                           | [ 394 ]         |
| フレディ・ギレスピー               | 12月21日 | オーランド・マジック (10日間契約)                                             | メンフィス・ハッスル (NBAGリーグ)                                             | [ 393 ]         |
| ジェメリオ・ジョーンズ             | 12月21日 | ロサンゼルス・レイカーズ (10日間契約)                                         | ウィスコンシン・ハード (NBAGリーグ)                                           | [ 395 ]         |
| ルーク・コーネット                 | 12月21日 | クリーブランド・キャバリアーズ (10日間契約)                                   | メイン・セルティックス (NBAGリーグ)                                           | [ 390 ]         |
| マット・ムーニー                   | 12月21日 | ニューヨーク・ニックス (10日間契約)                                           | メキシコシティ・カピタンズ (NBAGリーグ)                                       | [ 396 ]         |
| クリス・シルバ                     | 12月21日 | ミネソタ・ティンバーウルブズ (10日間契約)                                     | アイオワ・ウルブズ (NBAGリーグ)                                               | [ 397 ]         |
| レイジョン・タッカー               | 12月21日 | ミネソタ・ティンバーウルブズ (10日間契約)                                     | ウィスコンシン・ハード (NBAGリーグ)                                           | [ 397 ]         |
| モーゼス・ライト                   | 12月21日 | ロサンゼルス・クリッパーズ (10日間契約)                                       | アグアカリエンテ・クリッパーズ (NBAGリーグ)                                   | [ 398 ]         |
| ジラン・チータム                   | 12月22日 | マイアミ・ヒート (10日間契約)                                                 | バーミンガム・スクアドロン (NBAGリーグ)                                       | [ 399 ]         |
| マルコム・ヒル                     | 12月22日 | アトランタ・ホークス (10日間契約)                                             | バーミンガム・スクアドロン (NBAGリーグ)                                       | [ 400 ]         |
| エルサン・イルヤソバ               | 12月22日 | シカゴ・ブルズ (10日間契約)                                                   | ユタ・ジャズ                                                                  | [ 401 ]         |
| ジョー・ジョンソン                 | 12月22日 | ボストン・セルティックス (10日間契約)                                         |                                                                               | [ 402 ]         |
| タイラー・ジョンソン               | 12月22日 | Philadelphia 76ers (10日間契約)                                               | ブルックリン・ネッツ                                                          | [ 403 ]         |
| ジョージ・キング                   | 12月22日 | ダラス・マーベリックス (10日間契約)                                           | アグアカリエンテ・クリッパーズ (NBAGリーグ)                                   | [ 404 ]         |
| マック・マクラング                 | 12月22日 | シカゴ・ブルズ (10日間契約)                                                   | サウスベイ・ペイサーズ (NBAGリーグ)                                           | [ 405 ]         |
| ジュワン・モーガン                 | 12月22日 | トロント・ラプターズ (10日間契約)                                             | メイン・セルティックス (NBAGリーグ)                                           | [ 406 ]         |
| エマニュエル・ムディエイ           | 12月22日 | サクラメント・キングス (10日間契約)                                           | BCジャルギリス                                                                | [ 407 ]         |
| アデ・マーキー                     | 12月22日 | サクラメント・キングス (10日間契約)                                           | ストックトン・キングス (NBAGリーグ)                                           | [ 408 ]         |
| ジョーダン・シェーケル             | 12月22日 | ワシントン・ウィザーズ (10日間契約)                                           | キャピタルシティ・ゴーゴー (NBAGリーグ)                                       | [ 409 ]         |
| トレヴォン・スコット               | 12月22日 | クリーブランド・キャバリアーズ (10日間契約)                                   | クリーブランド・チャージ (NBAGリーグ)                                         | [ 410 ]         |
| ランス・スティーブンソン           | 12月22日 | アトランタ・ホークス (10日間契約)                                             | グランドラピッズ・ゴールド (NBAGリーグ)                                       | [ 400 ]         |
| トレモント・ウォーターズ           | 12月22日 | トロント・ラプターズ (10日間契約)                                             | ウィスコンシン・ハード (NBAGリーグ)                                           | [ 406 ]         |
| D・J・ウィルソン                   | 12月22日 | トロント・ラプターズ (10日間契約)                                             | オクラホマシティ・ブルー (NBAGリーグ)                                         | [ 406 ]         |
| チャーリー・ブラウン・ジュニア     | 12月23日 | ダラス・マーベリックス (10日間契約)                                           | デラウェア・ブルーコーツ (NBAGリーグ)                                         | [ 411 ]         |
| ジャビン・デローリエ               | 12月23日 | ミルウォーキー・バックス (10日間契約)                                         | ウィスコンシン・ハード (NBAGリーグ)                                           | [ 412 ]         |
| チェック・ディアロ                 | 12月23日 | デトロイト・ピストンズ (10日間契約)                                           | モーターシティ・クルーズ (NBAGリーグ)                                         | [ 413 ]         |
| ダヌエル・ハウス                   | 12月23日 | ニューヨーク・ニックス (10日間契約)                                           | ヒューストン・ロケッツ (12月18日に解雇)                                       | [ 414 ]         |
| ウェズ・イワンドゥ                 | 12月23日 | アトランタ・ホークス (10日間契約)                                             | シャーロット・ホーネッツ (10月18日に解雇)                                     | [ 415 ]         |
| カルリク・ジョーンズ               | 12月23日 | ダラス・マーベリックス (10日間契約)                                           | テキサス・レジェンズ (NBAGリーグ)                                             | [ 411 ]         |
| ブランドン・ナイト                 | 12月23日 | ダラス・マーベリックス (10日間契約)                                           | スーフォールズ・スカイフォース (NBAGリーグ)                                   | [ 411 ]         |
| クインダリー・ウェザースプーン     | 12月23日 | ゴールデンステート・ウォリアーズ (10日間契約)                                 | サンタクルーズ・ウォリアーズ (NBAGリーグ)                                     | [ 416 ]         |
| スタンリー・ジョンソン             | 12月24日 | ロサンゼルス・レイカーズ (10日間契約)                                         | シカゴ・ブルズ (10日間契約が12月19日に終了)                                   | [ 417 ]         |
| アル・ファルーク・アミヌ           | 12月25日 | ボストン・セルティックス (10日間契約)                                         | サンアントニオ・スパーズ (10月18日に解雇)                                     | [ 418 ]         |
| シャック・ブキャナン               | 12月25日 | メンフィス・グリズリーズ (10日間契約)                                         | ダラス・マーベリックス (10月15日に解雇)                                       | [ 419 ]         |
| ノーベル・ペッレ                   | 12月25日 | ボストン・セルティックス (10日間契約)                                         | クリーブランド・チャージ (NBAGリーグ)                                         | [ 418 ]         |
| タイレル・テリー                   | 12月25日 | メンフィス・グリズリーズ (10日間契約)                                         | ダラス・マーベリックス (10月15日に解雇)                                       | [ 419 ]         |
| ジャスティン・ジェームズ           | 12月26日 | ニューオーリンズ・ペリカンズ (10日間契約)                                     | クリーブランド・チャージ (NBAGリーグ)                                         | [ 420 ]         |
| アンソニー・トリバー               | 12月26日 | ニューオーリンズ・ペリカンズ (10日間契約)                                     | フィラデルフィア・76ers (8月27日に解雇)                                       | [ 420 ]         |
| チョンディー・ブラウン             | 12月27日 | アトランタ・ホークス (10日間契約)                                             | ロサンゼルス・レイカーズ (12月21日に解雇。2ウェイ契約を打ち切り)              | [ 421 ]         |
| ハイメ・エチェニケ                 | 12月30日 | ワシントン・ウィザーズ (10日間契約)                                           | キャピタルシティ・ゴーゴー (NBAGリーグ)                                       | [ 422 ]         |
| ジャスティン・アンダーソン         | 1月1日   | インディアナ・ペイサーズ (10日間契約)                                         | クリーブランド・キャバリアーズ (10日間契約は1月1日に終了)                     | [ 423 ]         |
| ビスマック・ビヨンボ               | 1月1日   | フェニックス・サンズ (10日間契約)                                             | シャーロット・ホーネッツ                                                      | [ 424 ]         |
| ジェイレン・モリス                 | 1月1日   | サンアントニオ・スパーズ (10日間契約)                                         | オースティン・スパーズ (NBAGリーグ)                                           | [ 425 ]         |
| ランス・スティーブンソン           | 1月1日   | インディアナ・ペイサーズ (10日間契約)                                         | アトランタ・ホークス (10日間契約は1月1日に終了)                               | [ 423 ]         |
| チャーリー・ブラウンJr.            | 1月3日   | フィラデルフィア・76ers (10日間契約)                                          | ダラス・マーベリックス (10日間契約は1月1日に終了)                             | [ 426 ]         |
| スタンリー・ジョンソン             | 1月6日   | ロサンゼルス・レイカーズ (2度目の10日間契約; 以前の10日間契約は1月3日に終了)  | ロサンゼルス・レイカーズ (2度目の10日間契約; 以前の10日間契約は1月3日に終了)  | [ 427 ]         |
| デンゼル・バレンタイン             | 1月10日  | ユタ・ジャズ (10日間契約)                                                     | ニューヨーク・ニックス (1月4日に解雇)                                         | [ 428 ]         |
| ビスマック・ビヨンボ               | 1月11日  | フェニックス・サンズ (シーズン終了までの契約)                                 | フェニックス・サンズ (シーズン終了までの契約)                                 | [ 429 ]         |
| ママディ・ディアキテ               | 1月11日  | オクラホマシティ・サンダー (10日間契約, 以前10月16日に解雇されていた)         | オクラホマシティ・サンダー (10日間契約, 以前10月16日に解雇されていた)         | [ 430 ]         |
| ランス・スティーブンソン           | 1月11日  | インディアナ・ペイサーズ (2度目の10日間契約)                                  | インディアナ・ペイサーズ (2度目の10日間契約)                                  | [ 431 ]         |
| ランス・スティーブンソン           | 1月14日  | インディアナ・ペイサーズ (10日間契約)                                         | インディアナ・ペイサーズ (10日間契約)                                         | [ 432 ]         |
| スタンリー・ジョンソン             | 1月17日  | ロサンゼルス・レイカーズ (3回目の10日間契約; 以前の10日間契約は1月15日に終了) | ロサンゼルス・レイカーズ (3回目の10日間契約; 以前の10日間契約は1月15日に終了) | [ 433 ]         |
| デマーカス・カズンズ               | 1月21日  | デンバー・ナゲッツ (10日間契約)                                               | ミルウォーキー・バックス (1月6日に解雇)                                       | [ 434 ]         |
| ランス・スティーブンソン           | 1月24日  | インディアナ・ペイサーズ (2回目の10日間契約)                                  | インディアナ・ペイサーズ (2回目の10日間契約)                                  | [ 435 ]         |
| スタンリー・ジョンソン             | 1月27日  | ロサンゼルス・レイカーズ (複数年の正式契約)                                   | ロサンゼルス・レイカーズ (複数年の正式契約)                                   | [ 436 ]         |
| ランス・スティーブンソン           | 2月3日   | インディアナ・ペイサーズ (今シーズン終了までの契約)                           | インディアナ・ペイサーズ (今シーズン終了までの契約)                           | [ 437 ]         |
| デマーカス・カズンズ               | 2月10日  | デンバー・ロゲッツ (2回目の10日間契約; 直近の10日間契約は1月30日)             | デンバー・ロゲッツ (2回目の10日間契約; 直近の10日間契約は1月30日)             | [ 438 ]         |
| サム・ハウザー                     | 2月11日  | ボストン・セルティックス (以前は2ウェイ契約)                                  | ボストン・セルティックス (以前は2ウェイ契約)                                  | [ 439 ]         |
| ダヌエル・ハウス                   | 2月11日  | ユタ・ジャズ (シーズン終了までの契約)                                         | ユタ・ジャズ (シーズン終了までの契約)                                         | [ 440 ]         |
| ルーク・コルネット                 | 2月11日  | ボストン・セルティックス (以前は2ウェイ契約)                                  | ボストン・セルティックス (以前は2ウェイ契約)                                  | [ 441 ]         |
| アーロン・ウィギンズ               | 2月12日  | オクラホマシティ・サンダー (以前は2ウェイ契約)                                | オクラホマシティ・サンダー (以前は2ウェイ契約)                                | [ 442 ]         |
| ライアン・アーチディアコノ         | 2月13日  | ニューヨーク・ニックス (シーズン終了までの契約)                               | ニューヨーク・ニックス (シーズン終了までの契約)                               | [ 443 ]         |
| ヘイウッド・ハイスミス             | 2月15日  | マイアミ・ヒート (2回目の10日間契約; 直近の10日間契約は1月8日)                | マイアミ・ヒート (2回目の10日間契約; 直近の10日間契約は1月8日)                | [ 444 ]         |
| ケイレブ・マーティン               | 2月15日  | マイアミ・ヒート (以前は2ウェイ契約)                                          | マイアミ・ヒート (以前は2ウェイ契約)                                          | [ 445 ]         |
| ダイシェン・ニックス               | 2月15日  | ヒューストン・ロケッツ (以前は2ウェイ契約)                                    | ヒューストン・ロケッツ (以前は2ウェイ契約)                                    | [ 446 ]         |
| デアンドレ・ベンブリー             | 2月16日  | ミルウォーキー・バックス (シーズン終了までの契約)                             | ブルックリン・ネッツ (2月10日に解雇)                                          | [ 447 ]         |
| トリスタン・トンプソン             | 2月19日  | シカゴ・ブルズ (シーズン終了までの契約)                                       | インディアナ・ペイサーズ (2月17日に解雇)                                      | [ 448 ]         |
| トレンドン・ワットフォード         | 2月21日  | ポートランド・トレイルブレイザーズ (以前は2ウェイ契約)                        | ポートランド・トレイルブレイザーズ (以前は2ウェイ契約)                        | [ 449 ]         |
| ゴラン・ドラギッチ                 | 2月22日  | ブルックリン・ネッツ (シーズン終了までの契約)                                 | サンアントニオ・スパーズ (2月15日に契約解消)                                  | [ 450 ]         |
| ドリュー・ユーバンクス             | 2月22日  | ポートランド・トレイルブレイザーズ (10日間契約)                               | トロント・ラプターズ (2月10日に解雇)                                          | [ 451 ]         |
| マリク・フィッツ                   | 2月23日  | ボストン・セルティックス (10日間契約)                                         | ユタ・ジャズ (1月13日に解雇)                                                  | [ 452 ]         |
| ケラン・マーティン                 | 2月23日  | ボストン・セルティックス (10日間契約)                                         | インディアナ・ペイサーズ (1月6日に解雇)                                       | [ 452 ]         |
| ジェヴォン・カーター               | 2月24日  | ミルウォーキー・バックス (シーズン終了までの契約)                             | ブルックリン・ネッツ (2月22日に解雇)                                          | [ 453 ]         |
| ウィリー・コーリー＝ステイン       | 2月24日  | フィラデルフィア・76ers (10日間契約)                                          | ダラス・マーベリックス (1月15日に解雇)                                        | [ 454 ]         |
| アロン・ベインズ                   |          |                                                                               | トロント・ラプターズ (8月4日に解雇)                                           |                 |
| ダルトン・オム                     |          |                                                                               | ニューオーリンズ・ペリカンズ (12月21日に解雇; 以前は2ウェイ契約)              |                 |
| ジャーリール・オカフォー           |          |                                                                               | アトランタ・ホークス (10月11日に解雇)                                         |                 |
| パトリック・パターソン             |          |                                                                               | ポートランド・トレイルブレイザーズ (10月16日)                                 |                 |
| ジョンティ・ポーター               |          |                                                                               | メンフィス・グリズリーズ (7月30日に解雇)                                      |                 |
| グラント・リラー                   |          |                                                                               | フィラデルフィア・76ers (12月19日に解雇; 以前は2ウェイ契約)                   |                 |
| マイク・スコット                   |          |                                                                               | フィラデルフィア・76ers                                                       |                 |
| エドモンド・サムナー               |          |                                                                               | ブルックリン・ネッツ (10月10日に解雇)                                         |                 |
| ジェフ・ティーグ                   |          |                                                                               | ミルウォーキー・バックス                                                      |                 |
| アンダーソン・ヴァレジャオ         |          |                                                                               | クリーブランド・キャバリアーズ                                                |                 |
| ルカ・ビルドーサ                   |          |                                                                               | ニューヨーク・ニックス (10月3日に解雇)                                        |                 |

* プレーヤーオプション

** チームオプション

*** 早期終了オプション

### 2ウェイ契約
2021-22年シーズンの2ウェイ契約における契約内容はいままでとは少し異なり、2ウェイ契約選手はNBAチームに在籍できるのは45日間の制限があったが、今シーズンから82試合中最大50試合に出場できるようになった。また、NBAチームに在籍した日数分給与を受け取ることができ、最大NBA在籍年数が0年の選手に適用されるミニマムサラリーの給与50％相当が一律支払われる。
|  | シーズン中に本契約を交わした選手     |
|  | シーズンが終了する前に解雇された選手 |

| 選手                             | 契約日   | チーム                                                  | 出身校など                                                         | Ref             |
| -------------------------------- | -------- | ------------------------------------------------------- | ------------------------------------------------------------------ | --------------- |
| ジョエル・アヤイ****             | 8月3日   | ロサンゼルス・レイカーズ                                | ゴンザガ大学 (2021年ドラフト外)                                    | [ 456 ]         |
| ネイト・ヒントン (RFA)           | 8月3日   | ダラス・マーベリックス (以前も2ウェイ契約)              | ダラス・マーベリックス (以前も2ウェイ契約)                         | [ 457 ]         |
| アーノルダス・クルボカ           | 8月3日   | シャーロット・ホーネッツ                                | ビルバオ・バスケット (スペイン)                                    | [ 458 ]         |
| スコッティ・ルイス               | 8月3日   | シャーロット・ホーネッツ                                | フロリダ大学                                                       | [ 458 ]         |
| オースティン・リーブス           | 8月3日   | ロサンゼルス・レイカーズ                                | オクラホマ大学 (2021年ドラフト外)                                  | [ 456 ]         |
| トレンドン・ワットフォード       | 8月3日   | ポートランド・トレイルブレイザーズ                      | LSU (2021年ドラフト外)                                             | [ 459 ]         |
| サンドロ・マムケラシュヴィリ     | 8月4日   | ミルウォーキー・バックス                                | シートン・ホール大学                                               | [ 460 ]         |
| シャリフ・クーパー               | 8月5日   | アトランタ・ホークス                                    | オーバーン大学                                                     | [ 461 ]         |
| デュエイン・ワシントン・ジュニア | 8月5日   | インディアナ・ペイサーズ                                | オハイオ州立大学 (2021年ドラフト外)                                | [ 157 ]         |
| ネイサン・ナイト                 | 8月6日   | ミネソタ・ティンバーウルブズ                            | アトランタ・ホークス                                               | [ 462 ]         |
| マッキンリー・ライト4世          | 8月6日   | ミネソタ・ティンバーウルブズ                            | コロラド大学 (2021年ドラフト外)                                    | [ 462 ]         |
| ジャスティン・シャンパニー       | 8月7日   | トロント・ラプターズ                                    | ピッツバーグ大学 (2021年ドラフト外)                                | [ 199 ]         |
| アーロン・ヘンリー               | 8月8日   | フィラデルフィア・76ers                                 | ミシガン州立大学 (2021年ドラフト外)                                | [ 463 ]         |
| ニーミアス・クエタ               | 8月8日   | サクラメント・キングス                                  | ユタ州立大学                                                       | [ 464 ]         |
| ジェリコ・シムズ                 | 8月8日   | ニューヨーク・ニックス                                  | テキサス大学                                                       | [ 465 ]         |
| レレイヨン・タッカー (RFA)       | 8月8日   | フィラデルフィア・76ers (以前も2ウェイ契約)             | フィラデルフィア・76ers (以前も2ウェイ契約)                        | [ 463 ]         |
| デイビット・ジョンソン           | 8月9日   | トロント・ラプターズ                                    | ルイビル大学                                                       | [ 466 ]         |
| トレント・フォレスト (RFA)       | 8月11日  | ユタ・ジャズ (以前も2ウェイ契約)                        | ユタ・ジャズ (以前も2ウェイ契約)                                   | [ 467 ]         |
| イグナス・ブラズデイキス         | 8月12日  | オーランド・マジック                                    | オーランド・マジック                                               | [ 468 ]         |
| キリアン・ティリー (RFA)         | 8月12日  | メンフィス・グリズリーズ (以前も2ウェイ契約)            | メンフィス・グリズリーズ (以前も2ウェイ契約)                       | [ 469 ]         |
| サム・ハウザー                   | 8月13日  | ボストン・セルティックス                                | バージニア大学 (2021年ドラフト外)                                  | [ 470 ]         |
| マシュー・ハート                 | 8月13日  | ヒューストン・ロケッツ                                  | デューク大学 (2021年ドラフト外)                                    | [ 471 ]         |
| ユージン・オモルイ               | 8月13日  | ダラス・マーベリックス                                  | オレゴン大学 (2021年ドラフト外)                                    | [ 472 ]         |
| クリス・チオッツァ               | 8月14日  | ゴールデンステート・ウォリアーズ                        | ブルックリン・ネッツ (以前も2ウェイ契約)                           | [ 473 ]         |
| マーカス・ハワード (RFA)         | 8月15日  | デンバー・ナゲッツ (以前も2ウェイ契約)                  | デンバー・ナゲッツ (以前も2ウェイ契約)                             | [ 474 ]         |
| アーロン・ウィギンズ             | 8月15日  | オクラホマシティ・サンダー                              | メリーランド大学                                                   | [ 475 ]         |
| ケスラー・エドワーズ             | 8月16日  | ブルックリン・ネッツ                                    | ペパーダイン大学                                                   | [ 476 ]         |
| ルカ・ガーザ                     | 8月17日  | デトロイト・ピストンズ                                  | アイオワ大学                                                       | [ 477 ]         |
| クリス・スミス                   | 8月17日  | デトロイト・ピストンズ                                  | UCLA (2021年ドラフト外)                                            | [ 477 ]         |
| ジョシュ・ホール (RFA)           | 8月18日  | オクラホマシティ・サンダー (以前も2ウェイ契約)          | オクラホマシティ・サンダー (以前も2ウェイ契約)                     | [ 478 ]         |
| ホセ・アルバラード               | 8月19日  | ニューオーリンズ・ペリカンズ                            | ジョージア工科大学 (2021年ドラフト外)                              | [ 479 ]         |
| デヴォン・ドットソン (RFA)       | 8月19日  | シカゴ・ブルズ (以前も2ウェイ契約)                      | シカゴ・ブルズ (以前も2ウェイ契約)                                 | [ 248 ]         |
| ドールトン・ホームズ             | 8月19日  | ニューオーリンズ・ペリカンズ                            | ヴァノリ・クレモナ (イタリア)                                      | [ 479 ]         |
| カシアス・ウィンストン (RFA)     | 8月19日  | ワシントン・ウィザーズ (以前も2ウェイ契約)              | ワシントン・ウィザーズ (以前も2ウェイ契約)                         | [ 480 ]         |
| デジョン・ジャロウ               | 8月24日  | インディアナ大学                                        | ヒューストン大学 (2021年ドラフト外)                                | [ 481 ]         |
| スカイラー・メイズ (RFA)         | 8月26日  | アトランタ・ホークス (以前も2ウェイ契約)                | アトランタ・ホークス (以前も2ウェイ契約)                           | [ 482 ]         |
| グラント・リラー®                | 8月30日  | フィラデルフィア・76ers                                 | シャーロット・ホーネッツ (以前も2ウェイ契約)                       | [ 483 ]         |
| マーカス・ギャレット             | 9月2日   | マイアミ・ヒート                                        | カンザス大学 (2021年ドラフト外)                                    | [ 484 ]         |
| ジャクォリ・マクラフリン         | 9月4日   | ダラス・マーベリックス                                  | UCサンタバーバラ (2021年ドラフト外)                                | [ 485 ]         |
| アンソニー・ラム (RFA)           | 9月6日   | ヒューストン・ロケッツ (以前も2ウェイ契約)              | ヒューストン・ロケッツ (以前も2ウェイ契約)                         | [ 486 ]         |
| チャンドラー・ハッチソン         | 9月7日   | フェニックス・サンズ                                    | サンアントニオ・スパーズ (9月4日に解雇)                            | [ 487 ]         |
| ジョー・ウィースキャンプ         | 9月7日   | サンアントニオ・スパーズ                                | アイオワ大学                                                       | [ 488 ]         |
| ケイレブ・マーティン             | 9月14日  | マイアミ・ヒート                                        | シャーロット・ホーネッツ (8月7日に解雇)                            | [ 489 ]         |
| ジャスティン・ロビンソン         | 9月15日  | ミルウォーキー・バックス                                | オクラホマシティ・サンダー (10日間契約は4月25日に期限切れ)         | [ 490 ]         |
| ブロドリック・トーマス (RFA)     | 9月15日  | クリーブランド・キャバリアーズ (以前も2ウェイ契約)      | クリーブランド・キャバリアーズ (以前も2ウェイ契約)                 | [ 491 ]         |
| ポール・ワトソン・ジュニア       | 9月15日  | オクラホマシティ・サンダー                              | トロント・ラプターズ (8月3日に解雇)                                | [ 492 ]         |
| ペトル・コールネリ               | 9月17日  | デンバー・ナゲッツ                                      | ÉBポー・オルテッズ (フランス)                                      | [ 493 ]         |
| ジャスティン・ジェームズ         | 9月22日  | ユタ・ジャズ                                            | サクラメント・キングス (8月15日に解雇)                             | [ 494 ]         |
| ケルジン・ブレビンズ             | 9月23日  | ポートランド・トレイルブレイザーズ (以前も2ウェイ契約)  | ポートランド・トレイルブレイザーズ (以前も2ウェイ契約)             | [ 287 ]         |
| イブ・ポンズ                     | 9月23日  | メンフィス・グリズリーズ                                | メンフィス・グリズリーズ                                           | [ 286 ]         |
| ジャモルコ・ピケット             | 9月24日  | デトロイト・ピストンズ                                  | ジョージタウン大学 (2021年ドラフト外)                              | [ 495 ]         |
| タイラー・ベイ                   | 9月26日  | ヒューストン・ロケッツ (9月17日に解雇)                  | ヒューストン・ロケッツ (9月17日に解雇)                             | [ 496 ]         |
| アミール・コフィー (RFA)         | 9月27日  | ロサンゼルス・クリッパーズ (以前も2ウェイ契約)          | ロサンゼルス・クリッパーズ (以前も2ウェイ契約)                     | [ 300 ]         |
| セクー・ドゥムブヤ               | 10月12日 | ロサンゼルス・レイカーズ                                | ヒューストン・ロケッツ (10月7日に解雇)                             | [ 497 ]         |
| ダイシェン・ニックス             | 10月15日 | ヒューストン・ロケッツ                                  | ヒューストン・ロケッツ                                             | [ 498 ]         |
| タイラー・クック                 | 10月16日 | シカゴ・ブルズ                                          | シカゴ・ブルズ                                                     | [ 499 ]         |
| デイビット・デューク・ジュニア   | 10月16日 | ブルックリン・ネッツ                                    | ブルックリン・ネッツ                                               | [ 500 ]         |
| タッコ・フォール                 | 10月16日 | クリーブランド・キャバリアーズ                          | クリーブランド・キャバリアーズ                                     | [ 501 ]         |
| マリク・フィッツ                 | 10月16日 | ユタ・ジャズ                                            | ユタ・ジャズ                                                       | [ 502 ]         |
| RJ・ネンバード                   | 10月16日 | クリーブランド・キャバリアーズ                          | クリーブランド・キャバリアーズ                                     | [ 501 ]         |
| ルカ・シャマニッチ               | 10月16日 | ニューヨーク・ニックス                                  | サンアントニオ・スパーズ (10月11日に解雇)                          | [ 503 ]         |
| ジョエル・アヤイ                 | 10月17日 | ワシントン・ウィザーズ                                  | ワシントン・ウィザーズ                                             | [ 365 ]         |
| デボンテ・ケイコック             | 10月18日 | サンアントニオ・スパーズ                                | サンアントニオ・スパーズ                                           | [ 367 ]         |
| ジェフ・ダウタン                 | 10月18日 | ゴールデンステート・ウォリアーズ                        | ゴールデンステート・ウォリアーズ                                   | [ 368 ]         |
| ジェイ・ハフ                     | 10月18日 | ロサンゼルス・レイカーズ                                | ワシントン・ウィザーズ (10月13日に解雇)                            | [ 504 ]         |
| ギャリソン・マシューズ           | 10月18日 | ヒューストン・ロケッツ                                  | ヒューストン・ロケッツ                                             | [ 369 ] [ 370 ] |
| ブロドリック・トーマス           | 10月18日 | ボストン・セルティックス                                | クリーブランド・キャバリアーズ (10月12日に解雇; 以前も2ウェイ契約) | [ 505 ]         |
| イシュメイル・ウェンライト       | 10月22日 | フェニックス・サンズ                                    | トロント・ラプターズ (10月17日に解雇)                              | [ 506 ]         |
| マイカル・マルダー               | 10月26日 | オーランド・マジック                                    | ゴールデンステート・ウォリアーズ (10月15日に解雇)                  | [ 507 ]         |
| チョンディー・ブラウン           | 11月16日 | ロサンゼルス・レイカーズ                                | サウスベイ・レイカーズ (NBAGリーグ)                                | [ 508 ]         |
| ジャボンテ・スマート             | 11月30日 | ミルウォーキー・バックス                                | スーフォールズ・スカイフォース (NBAGリーグ)                        | [ 509 ]         |
| テリー・テイラー                 | 12月15日 | インディアナ・ペイサーズ                                | フォートウェイン・マッドアンツ (NBAGリーグ)                        | [ 510 ]         |
| トレヴェリン・クイーン           | 12月18日 | ヒューストン・ロケッツ                                  | リオグランデバレー・バイパーズ (NBAGリーグ)                        | [ 511 ]         |
| マイルズ・パウエル               | 12月19日 | フィラデルフィア・76ers                                 | ウェストチェスター・ニックス (NBAGリーグ)                          | [ 512 ]         |
| ジャレッド・ハーパー             | 12月21日 | ニューオーリンズ・ペリカンズ                            | バーミンガム・スクアドロン (NBAGリーグ)                            | [ 513 ]         |
| メイソン・ジョーンズ             | 12月21日 | ロサンゼルス・レイカーズ                                | サウスベイ・レイカーズ (NBAGリーグ)                                | [ 514 ]         |
| チャーリー・ブラウンJr.          | 1月11日  | フィラデルフィア・76ers (以前は10日間契約)              | フィラデルフィア・76ers (以前は10日間契約)                         | [ 515 ]         |
| セクー・ドゥムブヤ               | 1月12日  | ロサンゼルス・レイカーズ (以前11月16日に解雇されていた) | ロサンゼルス・レイカーズ (以前11月16日に解雇されていた)            | [ 516 ]         |
| リンデル・ウィギントン           | 1月13日  | ミルウォーキー・バックス                                | ウィスコンシン・ハード (NBAGリーグ)                                | [ 517 ]         |
| カイル・ガイ                     | 1月17日  | マイアミ・ヒート (以前は10日間契約)                     | マイアミ・ヒート (以前は10日間契約)                                | [ 518 ]         |
| マルコム・ヒル                   | 1月19日  | シカゴ・ブルズ (以前は10日間契約)                       | シカゴ・ブルズ (以前は10日間契約)                                  | [ 519 ]         |
| Lindy・Waters III                | 2月10日  | オクラホマシティ・サンダー                              | オクラホマシティ・ブルー (NBAGリーグ)                              | [ 520 ]         |
| ジャボンテ・スマート             | 2月15日  | マイアミ・ヒート                                        | スーフォールズ・スカイフォース (NBAGリーグ)                        | [ 521 ]         |
| ザビエル・スニード               | 2月16日  | ユタ・ジャズ                                            | グリーンズボロ・スウォーム (NBAGリーグ)                            | [ 522 ]         |
| オリビエー・サール               | 2月21日  | オクラホマシティ・サンダー                              | オクラホマシティ・ブルー (NBAGリーグ)                              | [ 523 ]         |
| ブランドン・ウィリアムズ         | 2月22日  | ポートランド・トレイルブレイザーズ                      | ウェストチェスター・ニックス (NBAGリーグ)                          | [ 451 ]         |

## 海外リーグへ
| * | 母国に帰国した国際選手を示す |

| 選手                             | 契約日   | 新チーム                       | 新リーグ                                     | 以前のチーム                                                                       | Ref     |
| -------------------------------- | -------- | ------------------------------ | -------------------------------------------- | ---------------------------------------------------------------------------------- | ------- |
| キャメロン・オリバー             | 5月17日  | ケアンズ・タイパンズ           | NBL                                          | ヒューストン・ロケッツ (5月17日に10日間契約が失効)                                 | [ 524 ] |
| ジェームズ・ナナリー             | 6月27日  | マッカビ・テルアビブBC         | イスラエル・バスケットボール・プレミアリーグ | ニューオーリンズ・ペリカンズ (以前は2ウェイ契約)                                   | [ 525 ] |
| グレッグ・ウィッテントン         | 6月30日  | PBCロコモティフ・クバン        | ユナイテッド・リーグ                         | デンバー・ナゲッツ (以前は2ウェイ契約) (4月9日に解雇)                              | [ 526 ] |
| キャメロン・レイノルズ           | 7月3日   | アクイラ・バスケット・トレント | レガ・バスケット・セリエA                    | ヒューストン・ロケッツ (5月17日に10日間契約を締結)                                 | [ 527 ] |
| ロディオンス・クルークス         | 7月7日   | KKパルチザン                   | セルビア・バスケットボールリーグ             | ミルウォーキー・バックス (5月12日に解雇)                                           | [ 528 ] |
| マシュー・デラベドバ*            | 7月9日   | メルボルン・ユナイテッド       | ナショナル・バスケットボール・リーグ         | クリーブランド・キャバリアーズ                                                     | [ 529 ] |
| ニコロ・メリ*                    | 7月9日   | オリンピア・ミラノ             | レガ・バスケット・セリエA                    | ダラス・マーベリックス                                                             | [ 530 ] |
| トロイ・ダニエルズ               | 7月12日  | オリンピア・ミラノ             | レガ・バスケット・セリエA                    | デンバー・ナゲッツ (契約が2020年9月27日に失効)                                     | [ 531 ] |
| ヘンリー・エレンソン             | 7月13日  | オブラロイドCAB                | リーガACB                                    | トロント・ラプターズ (3月20日に10日間契約が失効)                                   | [ 532 ] |
| コスタス・アデトクンボ           | 7月16日  | アスヴェル・バスケット         | LNBプロA                                     | ロサンゼルス・レイカーズ (以前は2ウェイ契約)                                       | [ 533 ] |
| シャバズ・ネイピアー             | 7月19日  | BCゼニト・サンペテルブルク     | ユナイテッド・リーグ                         | ワシントン・ウィザーズ (契約が2020年8月14日に失効)                                 | [ 534 ] |
| ジョー・チェイリー               | 8月5日   | ハポエル・ギルボア・ガリル     | イスラエル・バスケットボール・プレミアリーグ | シャーロット・ホーネッツ (10日間契約が2020年3月12日に失効)                         | [ 535 ] |
| ドンタ・ホール                   | 8月5日   | ASモナコ・バスケット           | LNBプロA                                     | オーランド・マジック                                                               | [ 536 ] |
| アレン・スマイラギッチ*          | 8月6日   | KKパルチザン                   | セルビア・バスケットボールリーグ             | ゴールデンステート・ウォリアーズ (8月4日に解雇)                                    | [ 537 ] |
| クリスティアーノ・フェリシオ     | 8月9日   | レシオファーム・ウルム         | バスケットボール・ブンデスリーガ             | シカゴ・ブルズ                                                                     | [ 538 ] |
| ニコ・マニオン* (RFA)            | 8月10日  | ヴィルトゥス・ボローニャ       | レガ・バスケット・セリエA                    | ゴールデンステート・ウォリアーズ (以前は2ウェイ契約)                               | [ 539 ] |
| ジェイレン・ハリス               | 8月14日  | ヴァノリ・クレモナ・バスケット | レガ・バスケット・セリエA                    | トロント・ラプターズ (以前は2ウェイ契約)                                           | [ 540 ] |
| フィリップ・ペトルセフ           | 8月17日  | アナドル・エフェスSK           | INGバスケトボル・スュペル・リギ              | フィラデルフィア・76ers (2021年のNBAドラフトで指名を受けるも契約はせず)            | [ 541 ] |
| ジェイレン・アダムズ             | 8月22日  | シドニー・キングス             | NBL                                          | ミルウォーキー・バックス (以前は2ウェイ契約) (3月4日に解雇)                        | [ 542 ] |
| バルサ・コプリビカ*              | 8月23日  | KKパルチザン                   | セルビア・バスケットボールリーグ             | デトロイト・ピストンズ (2021年のNBAドラフトで指名を受けるも契約はせず)             | [ 543 ] |
| エマニュエル・ムディエイ         | 8月24日  | BCジャルギリス                 | リトアニア                                   | ユタ・ジャズ (2020年9月2日に契約が失効)                                            | [ 544 ] |
| ソン・メイカー                   | 8月25日  | ハポエル・エルサレムBC         | イスラエル・バスケットボール・プレミアリーグ | クリーブランド・キャバリアーズ (1月13日に解雇)                                     | [ 545 ] |
| ロバート・フランクス             | 8月28日  | ブリズベン・ブレッツ           | NBL                                          | オーランド・マジック (4月27日に解雇)                                               | [ 546 ] |
| ケレイブ・ハムリー               | 9月1日   | ハンブルク・タワーズ           | バスケットボール・ブンデスリーガ             | ワシントン・ウィザーズ (8月5日に解雇)                                              | [ 547 ] |
| タイ＝ション・アレクサンダー     | 9月8日   | ヴィルトゥス・ボローニャ       | レガ・バスケット・セリエA                    | フェニックス・サンズ (8月26日に解雇) (以前は2ウェイ契約)                           | [ 548 ] |
| アミダ・ブリマー                 | 9月9日   | メッツ・デ・ガイナボ           | バロンセスト・スペリア・ナシオナル           | インディアナ・ペイサーズ (8月24日に解雇) (以前は2ウェイ契約)                       | [ 549 ] |
| ノア・ヴォンレー                 | 9月18日  | 上海シャークス                 | 中国プロバスケットボールリーグ               | ブルックリン・ネッツ (2月23日に解雇)                                               | [ 550 ] |
| ジャレル・ブラントリー           | 9月20日  | BC UNICSカザン                 | ユナイテッド・リーグ                         | ユタ・ジャズ (9月16日に解雇) (以前は2ウェイ契約)                                   | [ 551 ] |
| ジャカール・サンプソン           | 9月27日  | ヴィルトゥス・ボローニャ       | イタリア                                     | インディアナ・ペイサーズ                                                           | [ 552 ] |
| ロンデー・ホリス＝ジェファーソン | 9月28日  | ベシクタシュJK                 | トルコ                                       | ポートランド・トレイルブレイザーズ                                                 | [ 553 ] |
| ジェレミア・マーティン           | 10月3日  | ニュージーランド・ブレイカーズ | NBL                                          | クリーブランド・キャバリアーズ (以前は2ウェイ契約)                                 | [ 554 ] |
| ヨギ・フェレル                   | 10月10日 | パナシナイコスBC               | ギリシャA1バスケットボールリーグ             | ロサンゼルス・クリッパーズ (9月6日に解雇)                                          | [ 555 ] |
| イライジャ・ブライアント         | 10月18日 | アナドル・エフェスSK           | INGバスケトボル・スュペル・リギ              | ミルウォーキー・バックス (10月14日に解雇)                                          | [ 556 ] |
| ドウェイン・ベーコン             | 10月26日 | ASモナコ・バスケット           | LNBプロA                                     | ニューヨーク・ニックス (10月14日に解雇)                                            | [ 557 ] |
| クイン・クック                   | 10月26日 | PBCロコモティフ・クバン        | ユナイテッド・リーグ                         | ポートランド・トレイルブレイザーズ (10月16日に解雇)                                | [ 558 ] |
| アンジェス・パセチニクス         | 11月9日  | レアル・ベティス・バロンセスト | リーガACB                                    | ワシントン・ウィザーズ (1月17日に解雇)                                             | [ 559 ] |
| シンダリウス・ソーンウェル       | 11月11日 | レシオファーム・ウルム         | バスケットボール・ブンデスリーガ             | オーランド・マジック (以前は2ウェイ契約)                                           | [ 560 ] |
| キリ・トーマス                   | 11月24日 | ビルバオ・バスケット           | リーガACB                                    | ヒューストン・ロケッツ (10月6日に解雇)                                             | [ 561 ] |
| マルク・ガソル                   | 11月26日 | バスケット・ジローナ           | リーガACB                                    | ロサンゼルス・レイカーズ (メンフィス・グリズリーズに権利が譲渡され、9月15日に解雇) | [ 562 ] |
| サム・デッカー                   | 12月4日  | バフチェシェヒル・コレジSK     | INGバスケトボル・スュペル・リギ              | トロント・ラプターズ (11月6日に解雇)                                               | [ 563 ] |
| ダンテ・エクザム                 | 12月7日  | FCバルセロナ・バスケット       | リーガACB                                    | ヒューストン・ロケッツ (10月16日に解雇)                                            | [ 564 ] |

## 解雇
| 選手                              | 解雇日   | 解雇されたチーム                               | Ref     |
| --------------------------------- | -------- | ---------------------------------------------- | ------- |
| ジョンテイ・ポーター              | 7月30日  | メンフィス・グリズリーズ                       | [ 565 ] |
| タイラー・クック                  | 7月31日  | デトロイト・ピストンズ                         | [ 566 ] |
| コーリー・ジョセフ                | 7月31日  | デトロイト・ピストンズ                         | [ 566 ] |
| ノーヴェル・ペッレ                | 7月31日  | ニューヨーク・ニックス                         | [ 567 ] |
| デイヴィダス・シルヴィーディス    | 7月31日  | デトロイト・ピストンズ                         | [ 566 ] |
| マット・トーマス                  | 8月1日   | ユタ・ジャズ                                   | [ 568 ] |
| デアンドレ・ベンブリー            | 8月3日   | トロント・ラプターズ                           | [ 569 ] |
| ジョージ・ヒル                    | 8月3日   | フィラデルフィア・76ers                        | [ 570 ] |
| ロドニー・フッド                  | 8月3日   | トロント・ラプターズ                           | [ 569 ] |
| ポール・ワトソン・ジュニア        | 8月3日   | トロント・ラプターズ                           | [ 569 ] |
| アロン・ベインズ                  | 8月4日   | トロント・ラプターズ                           | [ 571 ] |
| アルフォンゾ・マッキニー          | 8月4日   | ロサンゼルス・レイカーズ                       | [ 572 ] |
| アレン・スマイラギッチ            | 8月4日   | ゴールデンステート・ウォリアーズ               | [ 573 ] |
| カレブ・ホームスリー              | 8月5日   | ワシントン・ウィザーズ                         | [ 574 ] |
| ケンバ・ウォーカー                | 8月6日   | オクラホマシティ・サンダー                     | [ 575 ] |
| ロドニー・マグルーダー            | 8月6日   | デトロイト・ピストンズ                         | [ 576 ] |
| カレブ・マーティン                | 8月7日   | シャーロット・ホーネッツ                       | [ 577 ] |
| ドウェイン・ベーコン              | 8月8日   | オーランド・マジック                           | [ 578 ] |
| ジャスティン・ジェームズ          | 8月15日  | サクラメント・キングス                         | [ 579 ] |
| レイジョン・タッカー              | 8月18日  | フィラデルフィア・76ers                        | [ 580 ] |
| アミダ・ブリマー                  | 8月24日  | インディアナ・ペイサーズ                       | [ 481 ] |
| シーン・マクダーモット            | 8月25日  | メンフィス・グリズリーズ                       | [ 92 ]  |
| タイ＝ション・アレクサンダー      | 8月26日  | フェニックス・サンズ                           | [ 581 ] |
| アンソニー・トリバー              | 8月27日  | フィラデルフィア・76ers                        | [ 582 ] |
| ネイト・ヒントン                  | 8月27日  | ダラス・マーベリックス                         | [ 583 ] |
| ラジョン・ロンド                  | 8月28日  | メンフィス・グリズリーズ                       | [ 584 ] |
| アリーゼ・ジョンソン              | 9月3日   | ブルックリン・ネッツ                           | [ 585 ] |
| チャンドラー・ハッチソン          | 9月4日   | サンアントニオ・スパーズ                       | [ 586 ] |
| EJ・オヌ                          | 9月4日   | ダラス・マーベリックス                         | [ 485 ] |
| ヨギ・フェレル                    | 9月6日   | ロサンゼルス・クリッパーズ                     | [ 587 ] |
| デアンドレ・ジョーダン            | 9月7日   | デトロイト・ピストンズ                         | [ 588 ] |
| ジャーリール・オカフォー          | 9月9日   | ブルックリン・ネッツ                           | [ 589 ] |
| デイミアン・ドットソン            | 9月10日  | クリーブランド・キャバリアーズ                 | [ 590 ] |
| ジョシュ・ホール                  | 9月12日  | オクラホマシティ・サンダー (以前は2ウェイ契約) | [ 591 ] |
| マルク・ガソル                    | 9月15日  | メンフィス・グリズリーズ                       | [ 592 ] |
| トレボン・スコット                | 9月15日  | クリーブランド・キャバリアーズ                 | [ 593 ] |
| ジャレル・ブラントリー            | 9月16日  | ユタ・ジャズ (以前は2ウェイ契約)               | [ 594 ] |
| タイラー・ベイ                    | 9月17日  | ヒューストン・ロケッツ                         | [ 595 ] |
| カーセン・エドワーズ              | 9月23日  | メンフィス・グリズリーズ                       | [ 286 ] |
| ダニエル・オトゥル                | 9月23日  | メンフィス・グリズリーズ                       | [ 286 ] |
| ジョーダン・フォード              | 9月24日  | ロサンゼルス・クリッパーズ                     | [ 288 ] |
| ママディ・ディアキテ              | 9月24日  | ミルウォーキー・バックス                       | [ 596 ] |
| マシュー・ハート                  | 9月24日  | ヒューストン・ロケッツ (以前は2ウェイ契約)     | [ 597 ] |
| チャーリー・ブラウン・ジュニア    | 9月26日  | オクラホマシティ・サンダー                     | [ 294 ] |
| イライジャ・ブライアント          | 9月26日  | ミルウォーキー・バックス                       | [ 598 ] |
| アンソニー・ターク                | 9月27日  | デトロイト・ピストンズ                         | [ 599 ] |
| サム・デッカー                    | 11月6日  | トロント・ラプターズ                           | [ 600 ] |
| セクー・ドゥムブヤ†               | 11月16日 | ロサンゼルス・レイカーズ                       | [ 508 ] |
| ジャスティン・ロビンソン†         | 11月30日 | ミルウォーキー・バックス                       | [ 509 ] |
| ヨルゴス・カレイツァキス          | 12月3日  | ミルウォーキー・バックス                       | [ 601 ] |
| ダヌエル・ハウス                  | 12月18日 | ヒューストン・ロケッツ                         | [ 602 ] |
| グラント・リラー†                 | 12月19日 | フィラデルフィア・76ers                        | [ 603 ] |
| チョンディー・ブラウン†           | 12月21日 | ロサンゼルス・レイカーズ                       | [ 514 ] |
| ルトン・オム†                     | 12月21日 | ニューオーリンズ・ペリカンズ                   | [ 604 ] |
| デンゼル・バレンタイン            | 1月3日   | ヌーヨーク・ニックス                           | [ 605 ] |
| ガブリエル・デック                | 1月4日   | オクラホマシティ・サンダー                     | [ 606 ] |
| デマーカス・カズンズ              | 1月6日   | ミルウォーキー・バックス                       | [ 607 ] |
| ケラン・マーティン                | 1月6日   | インディアナ・ペイサーズ                       | [ 608 ] |
| ジャバリ・パーカー                | 1月7日   | ボストン・セルティックス                       | [ 609 ] |
| アーロン・ヘンリー†               | 1月11日  | フィラデルフィア・76ers                        | [ 515 ] |
| ジェイ・ハフ†                     | 1月12日  | ロサンゼルス・レイカーズ                       | [ 610 ] |
| マリク・フィッツ†                 | 1月13日  | ユタ・ジャズ                                   | [ 611 ] |
| ジャボンテ・スマート†             | 1月13日  | ミルウォーキー・バックス                       | [ 612 ] |
| ウィリー・コーリー＝ステイン      | 1月15日  | ダラス・マーベリックス                         | [ 613 ] |
| align="left"デヴォン・ドットソン† | 1月16日  | シカゴ・ブルズ                                 | [ 614 ] |
| マーカス・ギャレット†             | 1月16日  | マイアミ・ヒート                               | [ 615 ] |
| ソロモン・ヒル                    | 1月19日  | ニューヨーク・ニックス                         | [ 616 ] |
| コディ・ゼラー                    | 2月8日   | ポートランド・トレイルブレイザーズ             | [ 617 ] |
| D・J・オーガスティン              | 2月10日  | ヒューストン・ロケッツ                         | [ 618 ] |
| デアンドレ・ベンブリー            | 2月10日  | ブルックリン・ネッツ                           | [ 619 ] |
| アルモニ・ブルックス              | 2月10日  | ヒューストン・ロケッツ                         | [ 618 ] |
| マイケル・カーター＝ウィリアムズ  | 2月10日  | オーランド・マジック                           | [ 620 ] |
| align="lP・J・ドージー            | 2月10日  | オーランド・マジック                           | [ 620 ] |
| ドリュー・ユーバンクス            | 2月10日  | トロント・ラプターズ                           | [ 621 ] |
| イートワン・ムーア                | 2月10日  | オーランド・マジック                           | [ 620 ] |
| アブデル・ネイダー                | 2月10日  | フェニックス・サンズ                           | [ 622 ] |
| ジャーミーズ・ラムジー            | 2月10日  | サクラメント・キングス                         | [ 623 ] |
| ロバート・ウッダード2世           | 2月10日  | サクラメント・キングス                         | [ 623 ] |
| モーゼス・ブラウン                | 2月11日  | ダラス・マーベリックス                         | [ 624 ] |
| KZ・オカパラ                      | 2月11日  | オクラホマシティ・サンダー                     | [ 625 ] |
| エネス・カンター・フリーダム      | 2月14日  | ヒューストン・ロケッツ                         | [ 626 ] |
| ゴラン・ドラギッチ                | 2月15日  | サンアントニオ・スパーズ                       | [ 627 ] |
| ルイス・キング†                   | 2月17日  | サクラメント・キングス                         | [ 628 ] |
| トリスタン・トンプソン            | 2月17日  | Iインディアナ・ペイサーズ                      | [ 629 ] |
| アルフォンゾ・マッキニー          | 2月19日  | シカゴ・ブルズ                                 | [ 448 ] |
| デニス・スミス・ジュニア          | 2月21日  | ポートランド・トレイルブレイザーズ             | [ 449 ] |
| ジェヴォン・カーター              | 2月22日  | ブルックリン・ネッツ                           | [ 450 ] |

### トレーニングキャンプカット
†2ウェイ契約を結んだ選手
| アトランタ・ホークス | ボストン・セルティックス | ブルックリン・ネッツ | シャーロット・ホーネッツ | シカゴ・ブルズ |
| --- | --- | --- | --- | --- |
| - ジョニー・ハミルトン - ダクアン・ジェフリーズ - A・J・ローソン - ジャーリール・オカフォー - イビィ・ワトソン                                                                                                 | - ライアン・アーチディアコノ - クリス・クレモンズ - ルーク・コーネット - ギャリソン・マシューズ - ジュワン・モーガン - ジャバリ・パーカー - テオ・ピンソン                                              | - ジョーダン・ボウデン - ブライス・ブラウン - デボンテ・ケイコック - ジョシュ・グレイ - ブランドン・ラカル - エドモンド・サムナー                                  | - リアンジェロ・ボール - D・J・カートン - ジェイレン・クラッチャー - ウェズリー・イワンドゥ - キャメロン・マグリフ - ザビエル・スニード | - ブライス・アルフォード - トロイ・バクスター - スタンリー・ジョンソン - ダニエル・オトゥル - イーサン・トンプソン                                                                                 |
| クリーブランド・キャバリアーズ | ダラス・マーベリックス | デンバー・ナゲッツ | デトロイト・ピストンズ | ゴールデンステート・ウォリアーズ |
| - ミッチェル・バロック - カイル・ガイ - ジャスティン・ジェームズ - フィオンドゥ・カベンゲリ - ブロドリック・トーマス†                                                                                          | - フェロン・ハント - ジャスティン・ジャクソン - カルリク・ジョーンズ - EJ・オヌ - タイレル・テリー | - ギオルギ・ベシャニシュヴィリ - タリク・ブラック - ダヴォン・リード - マット・ライアン - ニック・スタウスカス                                                     | - ジャレッド・カニンガム - デヴィダス・サーヴィディス - カシアス・スタンリー - デリック・ウォルトン                                     | - ジョーダン・ベル - エイブリー・ブラッドリー - L・J・フィゲロア - ラングストン・ギャロウェイ - マイカル・マルダー - ゲイリー・ペイトン2世 - アクセル・トゥーパン - クインダリー・ウェザースプーン |
| ヒューストン・ロケッツ | インディアナ・ペイサーズ | ロサンゼルス・クリッパーズ | ロサンゼルス・レイカーズ | メンフィス・グリズリーズ |
| - タイラー・ベイ† - セクー・ドゥムブヤ - ダンテ・エクザム - マーカス・フォスター - フィオンドゥ・カベンゲリ - アンソニー・ラム† - キリ・トーマス - クリスティアン・ヴィタル                                    | - ジャスティン・アンダーソン - ベニー・ボートライト - デレック・カルバー - ネイト・ヒントン - キーファー・サイクス - テリー・テイラー                                                                   | - ネイト・ダーリング - ハリー・ジャイルズ - ジョージ・キング - モーゼス・ライト                                                                                    | - ジェエル・アヤイ† - チョンディー・ブラウン - フランク・メイソン - マック・マクラング - キャメロン・オリバー - トレベリン・クイーン    | - シャック・ブキャナン - クリス・ダン - アーマド・カバー - マシュー・ハート - シーン・マクダーモット - デイビッド・ストックトン - ロメオ・ウィームズ                                               |
| マイアミ・ヒート | ミルウォーキー・バックス | ミネソタ・ティンバーウルブズ | ニューオーリンズ・ペリカンズ | ニューヨーク・ニックス |
| - マイカ・ポッター - ジャボンテ・スマート - ドルー・スミス - D・J・ステュアート・ジュニア | - イライジャ・ブライアント - ジャビン・ドゥローリエ - ウィニエン・ガブリエル - ジェメリオ・ジョーンズ - ジェイレン・レック - ジョニー・オブライアント - レイジョン・タッカー - トレモント・ウォーターズ | - ブライアン・ボーウェン - ヴィンセント・エドワーズ - マット・ルイス - アイザイア・ミラー - クリス・シルバ                                                         | - ジェームズ・バンクス3世 - ジラン・チータム - ウェイニン・ガブリエル - ジャレッド・ハーパー - マルコム・ヒル - John Petty Jr.          | - ドウェイン・ベーコン - ブランドン・グッドウィン - タイラー・ホール - ブランドン・ナイト - マイルズ・パウエル - アミール・シムズ - ルカ・ビルドーサ - M・J・ウォーカー                            |
| オクラホマシティ・サンダー | オーランド・マジック | フィラデルフィア・76ers | フェニックス・サンズ | ポートランド・トレイルブレイザーズ |
| - ママディ・ディアキテ - ロブ・エドワーズ - メルビン・フレイザー - ジェイレン・ホアード - スコッティ・ホプソン - ジャスティン・ジャウォースキー - オリヴィエ・サール - ザヴィエ・シンプソン - D・J・ウィルソン | - デビン・キャナディ - ジェフ・ダウティン - ハッサニ・グラヴェット - B・J・ジョンソン - アドミラル・スコフィールド - ジョン・テスケ - ジェレミア・ティルモン                                            | - ジャレッド・ブラウンリッジ - シャキール・ハリソン - ヘイウッド・ハイスミス - ブラクストン・キー                                                                  | - チャソン・ランドル | - マーキーズ・クリス - クイン・クック - パトリック・パターソン |
| サクラメント・キングス | サンアントニオ・スパーズ | トロント・ラプターズ | ユタ・ジャズ | ワシントン・ウィザーズ |
| - マット・コールマン3世 - ダミアン・ジェファーソン - アデ・マーキー - D・J・ステュワード - エマニュエル・テリー                                                                                                | - アル・ファルーク・アミヌ - ジョーダン・バーンズ - デイミアン・ドットソン - アリック・ホルマン - デンゼル・マホーニー - ジェイレン・モリス - ネイト・レンフロ - ルカ・シャマニッチ                     | - アレックス・アデトクンボ - フレディ・ギレスピー - アシュトン・ヘイゲンス - ジョシュ・ホール - レジー・ペリー - ブレーン・タイリー - イシュメイル・ウェインライト | - デリック・アルストン - マーキス・ボールデン - ジャスティン・ジェームズ† - ニノ・ジョンソン - マシオ・ティーグ                         | - ハイメ・エチェニケ - ジョーダン・グッドウィン - ジェイ・ハフ - ジョーダン・シェーケル - ディウンター・シュラー                                                                                   |

## ドラフト
2021年のNBAドラフトは2021年7月29日にニューヨーク市ブルックリン区にあるバークレイズ・センターで開催された。ドラフトでは、60人のアマチュアの米国カレッジバスケットボール選手や海外リーグなどで活躍する国際選手たちが選ばれた。以下の選手らは、特に明記されていない限り、ルーキー契約を交わした。

### 1巡目
| 指名順 | 選手                     | 契約日  | チーム                                                        | Ref     |
| ------ | ------------------------ | ------- | ------------------------------------------------------------- | ------- |
| 1      | ケイド・カニングハム     | 8月8日  | デトロイト・ピストンズ                                        | [ 699 ] |
| 2      | ジェイレン・グリーン     | 8月5日  | ヒューストン・ロケッツ                                        | [ 700 ] |
| 3      | エバン・モブリー         | 8月3日  | クリーブランド・キャバリアーズ                                | [ 701 ] |
| 4      | スコッティ・バーンズ     | 8月8日  | トロント・ラプターズ                                          | [ 702 ] |
| 5      | ジェイレン・サッグス     | 8月3日  | オーランド・マジック                                          | [ 703 ] |
| 6      | ジョシュ・ギディー       | 8月8日  | オクラホマシティ・サンダー                                    | [ 704 ] |
| 7      | ジョナサン・クミンガ     | 8月4日  | ゴールデンステート・ウォリアーズ                              | [ 705 ] |
| 8      | フランツ・ワグナー       | 8月3日  | オーランド・マジック                                          | [ 703 ] |
| 9      | デイビオン・ミッチェル   | 8月5日  | サクラメント・キングス                                        | [ 706 ] |
| 10     | ザイア・ウィリアムズ     | 8月8日  | メンフィス・グリズリーズ (ニューオーリンズからトレードで獲得) | [ 707 ] |
| 11     | ジェームズ・ブックナイト | 8月3日  | シャーロット・ホーネッツ                                      | [ 708 ] |
| 12     | ジョシュア・プリモ       | 8月11日 | サンアントニオ・スパーズ                                      | [ 709 ] |
| 13     | クリス・ドゥアルテ       | 8月4日  | インディアナ・ペイサーズ                                      | [ 710 ] |
| 14     | モーゼス・ムーディー     | 8月5日  | ゴールデンステート・ウォリアーズ                              | [ 705 ] |
| 15     | コーリー・キスパート     | 8月4日  | ワシントン・ウィザーズ                                        | [ 711 ] |
| 16     | アルペラン・シェングン   | 8月7日  | ヒューストン・ロケッツ (オクラホマシティからトレードで獲得)   | [ 712 ] |
| 17     | トレイ・マーフィー3世    | 8月10日 | ニューオーリンズ・ペリカンズ (メンフィスからトレードで獲得)   | [ 713 ] |
| 18     | トレ・マン               | 8月8日  | オクラホマシティ・サンダー                                    | [ 704 ] |
| 19     | カイ・ジョーンズ         | 8月3日  | シャーロット・ホーネッツ (ニューヨークからトレードで獲得)     | [ 708 ] |
| 20     | ジェイレン・ジョンソン   | 8月5日  | アトランタ・ホークス                                          | [ 461 ] |
| 21     | キーオン・ジョンソン     | 8月6日  | ロサンゼルス・クリッパーズ (ニューヨークからトレードで獲得)   | [ 714 ] |
| 22     | アイザイア・ジャクソン   | 8月11日 | インディアナ・ペイサーズ (レイカーズからトレードで獲得)       | [ 715 ] |
| 23     | ウスマン・ガルバ         | 8月6日  | ヒューストン・ロケッツ                                        | [ 716 ] |
| 24     | ジョシュ・クリストファー | 8月6日  | ヒューストン・ロケッツ                                        | [ 712 ] |
| 25     | クエンティン・グライムス | 8月6日  | ニューヨーク・ニックス (クリッパーズからトレードで獲得)       | [ 716 ] |
| 26     | ナーション・ハイランド   | 8月5日  | デンバー・ナゲッツ                                            | [ 717 ] |
| 27     | キャメロン・トーマス     | 8月5日  | ブルックリン・ネッツ                                          | [ 718 ] |
| 28     | ジェイデン・スプリンガー | 8月4日  | フィラデルフィア・76ers                                       | [ 719 ] |
| 29     | デイロン・シャープ       | 8月6日  | ブルックリン・ネッツ (フェニックスからトレードで獲得)         | [ 720 ] |
| 30     | サンティ・アルダマ       | 8月8日  | メンフィス・グリズリーズ (ユタからトレードで獲得)             | [ 707 ] |

### 2巡目
| 指名順 | 選手                                             | 契約日  | チーム                                                                    | Ref     |
| ------ | ------------------------------------------------ | ------- | ------------------------------------------------------------------------- | ------- |
| 31     | アイザイア・トッド                               | 8月10日 | ワシントン・ウィザーズ (ミルウォーキーからインディアナを経由して獲得)     | [ 721 ] |
| 32     | ジェレミア・ロビンソン＝アール                   | 8月10日 | オクラホマシティ・サンダー (ニューヨークから獲得)                         | [ 722 ] |
| 33     | ジェイソン・プレストン                           | 8月9日  | ロサンゼルス・クリッパーズ (オーランドから獲得)                           | [ 723 ] |
| 34     | ロカス・ヨクバイティス                           | —       | ニューヨーク。ニックス (オクラホマシティから獲得)                         | [ 724 ] |
| 35     | ハーブ・ジョーンズ                               | 8月16日 | ニューオーリンズ・ペリカンズ                                              | [ 725 ] |
| 36     | マイルズ・マクブライド                           | 8月6日  | ニューヨーク・ニックス (オクラホマシティから獲得)                         | [ 726 ] |
| 37     | J・T・ソー                                       | 8月6日  | シャーロット・ホーネッツ (デトロイトから獲得)                             | [ 727 ] |
| 38     | アヨ・ドスンム                                   | 8月13日 | シカゴ・ブルズ                                                            | [ 728 ] |
| 39     | ニーミアス・クエタ (2ウェイ契約に署名)           | 8月8日  | サクラメント・キングス                                                    | [ 464 ] |
| 40     | ジャレッド・バトラー                             | 8月12日 | ユタ・ジャズ (ニューオーリンズからメンフィスを経由して獲得)               | [ 729 ] |
| 41     | ジョー・ウィースキャンプ                         | 9月7日  | サンアントニオ・スパーズ                                                  | [ 488 ] |
| 42     | アイザイア・リバース                             | 8月8日  | デトロイト・ピストンズ                                                    | [ 699 ] |
| 43     | グレッグ・ブラウン                               | 8月12日 | ポートランド・トレイルブレイザーズ (ニューオーリンズから獲得)             | [ 730 ] |
| 44     | ケスラー・エドワーズ                             | 8月16日 | ブルックリン・ネッツ                                                      | [ 476 ] |
| 45     | ジュハン・ベガリン                               | —       | ボストン・セルティックス                                                  | [ 731 ] |
| 46     | ダラノ・バントン                                 | 8月14日 | トロント・ラプターズ                                                      | [ 732 ] |
| 47     | デイビット・ジョンソン (2ウェイ契約に署名)       | 8月9日  | トロント・ラプターズ                                                      | [ 466 ] |
| 48     | シャリフ・クーパー (2ウェイ契約に署名)           | 8月5日  | アトランタ・ホークス                                                      | [ 461 ] |
| 49     | マーカス・ゼガロフスキー                         | 8月5日  | ブルックリン・ネッツ                                                      | [ 461 ] |
| 50     | フィリップ・ペトルセフ                           | —       | フィラデルフィア・76ers                                                   | [ 733 ] |
| 51     | ブランドン・ボストン・ジュニア                   | 8月9日  | ロサンゼルス・クリッパーズ (メンフィスからニューオーリンズを経由して獲得) | [ 734 ] |
| 52     | ルカ・ガーザ (2ウェイ契約に署名)                 | 8月17日 | デトロイト・ピストンズ                                                    | [ 477 ] |
| 53     | チャールズ・バッシー                             | 9月24日 | フィラデルフィア・76ers                                                   | [ 735 ] |
| 54     | サンドロ・マムケラシュヴィリ (2ウェイ契約に署名) | 8月4日  | ミルウォーキー・バックス (インディアナから獲得)                           | [ 460 ] |
| 55     | アーロン・ウィギンズ                             | 8月15日 | オクラホマシティ・サンダー                                                | [ 475 ] |
| 56     | スコッティ・ルイス (2ウェイ契約に署名)           | 8月3日  | シャーロット・ホーネッツ                                                  | [ 458 ] |
| 57     | バルサ・コプリビカ                               | —       | デトロイト・ピストンズ (シャーロット)                                     | [ 543 ] |
| 58     | ジェリコ・シムズ (2ウェイ契約に署名)             | 8月8日  | ニューヨーク・ニックス                                                    | [ 465 ] |
| 59     | ライクアン・グレイ                               | —       | ブルックリン・ネッツ                                                      | [ 736 ] |
| 60     | ヨルゴス・カレイツァキス                         | 8月11日 | ミルウォーキー・バックス (インディアナから獲得)                           | [ 737 ] |

### 前年のドラフト
| ドラフト | 指名順 | 選手                                       | 契約日  | チーム                       | 前のチーム                            | Ref     |
| -------- | ------ | ------------------------------------------ | ------- | ---------------------------- | ------------------------------------- | ------- |
| 2016年   | 53     | ペトル・コールネリ (2ウェイ契約に署名)     | 9月17日 | デンバー・ナゲッツ           | ÉBポー・オルテッズ (フランス)         | [ 493 ] |
| 2018年   | 55     | アーノルダス・クルボカ (2ウェイ契約に署名) | 8月13日 | シャーロット・ホーネッツ     | ビルバオ・バスケット (スペイン)       | [ 458 ] |
| 2020年   | 23     | レアンドロ・ボルマロ                       | 9月18日 | ミネソタ・ティンバーウルブズ | FCバルセロナ (スペイン)               | [ 738 ] |
| 2020年   | 37     | ヴィート・クレイチー                       | 9月2日  | オクラホマシティ・サンダー   | オクラホマシティ・ブルー (NBAGリーグ) | [ 739 ] |
| 2020年   | 44     | マルコ・シモノヴィッチ                     | 8月18日 | シカゴ・ブルズ               | KKメガ・バスケット (セルビア)         | [ 728 ] |

### 交渉権の放出
| ドラフト | 指名順 | 選手                     | 放出した日付 | 前のチーム             | Ref     |
| -------- | ------ | ------------------------ | ------------ | ---------------------- | ------- |
| 2016年   | 44     | イサイア・コーディニア   | 9月19日      | ブルックリン・ネッツ   | [ 740 ] |
| 2018年   | 43     | ジャスティン・ジャクソン | 10月15日     | オーランド・マジック   | [ 741 ] |
| 2019年   | 56     | ジェイレン・ハンズ       | 6月14日      | デトロイト・ピストンズ | [ 742 ] |